# Albania
L'Albania (in albanese  Shqipëria; storicamente Arbëria), ufficialmente Repubblica d'Albania (in albanese Republika e Shqipërisë, AFI: [ɾepublika e ʃcipəˈɾisə]), è uno Stato situato nella penisola balcanica. Confina a nord-ovest con il Montenegro, a nord-est con il Kosovo, a est con la Macedonia del Nord e a sud con la Grecia. Le sue coste si affacciano sul Mar Adriatico (sul canale d'Otranto) e sullo Ionio. Il paese, con i suoi confini, ha una superficie di 28748 km² e una popolazione di circa 2 milioni e 750 mila abitanti. La capitale è Tirana.
Il territorio albanese è compreso nelle terre denominate dai greci come Illiria, fu unita nel Regno d'Epiro con Pirro, venne colonizzata in epoca greco-antica sul litorale e in età classica fu annessa dall'Impero romano, divenendo tra i centri culturali e religiosi dell'Impero bizantino nel 1190 (Principato di Arbanon). Invasa successivamente dai barbari (Slavi, Avari, Bulgari), conobbe la penetrazione militare del Regno di Sicilia (con i sovrani delle dinastie degli Altavilla, degli Svevi e di Aragona) e quella commerciale della Repubblica di Venezia. Nel Medioevo la battaglia di Kosovo (1389) portò in Albania i Turchi ottomani che, dapprima contenuti dalla Lega dei popoli albanesi, o Lega di Lezhë, creata nel 1444 da Giorgio Castriota detto "Scanderbeg", ebbero la meglio alla morte di questi (1467). Il Principato d'Albania fu l'unico paese dei Balcani che nel XV secolo resistette - per ben più di due decenni - agli attacchi degli ottomani. L'Albania fu divisa in piccoli principati autonomi sottoposti per quattro secoli e mezzo alla sovranità dell'Impero ottomano.
Nel XIX secolo si accentuarono rivolte popolari per l'indipendenza, fra cui rilevante fu quella dell'Epiro che riuscì a rendersi di fatto indipendente (1820-1822). La Lega di Prizren (1878) promosse l'idea di uno Stato nazionale albanese, anche in difesa dei confini dalle pressioni serbo-montenegrine e greche, e stabilì il moderno alfabeto albanese. Il 28 novembre 1912 dichiarò la sua indipendenza dai turchi, riconosciuta in seguito dalla conferenza degli ambasciatori a Londra nel 1913, anno in cui nacque il primo governo provvisorio nel pieno delle guerre balcaniche, il Regno d'Albania. Divenuta brevemente un protettorato italiano al termine della prima guerra mondiale, fu nuovamente occupata e annessa al Regno d'Italia nel 1939. Durante il secondo conflitto mondiale, vi furono inglobate parti dei territori della cosiddetta Albania etnica, comprendente solo i territori del nord-ovest e abitati di etnia albanese lasciati oltre i confini dello Stato. Dal 1944 al 1990 l'Albania fu uno Stato comunista estremamente isolazionista, stalinista e antirevisionista. Dal 1998 l'Albania è una repubblica parlamentare.
L'Albania è membro delle Nazioni Unite, della NATO, dell'OSCE, del Consiglio d'Europa, dell'Organizzazione mondiale del commercio, dell'Iniziativa Adriatico Ionica e uno dei membri fondatori dell'Unione per il Mediterraneo. Dal 24 giugno 2014 l'Albania è ufficialmente candidata per l'adesione all'Unione europea, dopo aver richiesto formalmente l'adesione all'UE il 28 aprile 2009. Riforme di libero mercato hanno aperto il paese agli investimenti stranieri, in particolare nello sviluppo di infrastrutture energetiche e di trasporto. È tra i Paesi emergenti d'Europa e, grazie alle numerose bellezze storiche e naturali, tra le nuove mete turistiche della Penisola balcanica e del bacino del Mediterraneo.
Oltre alla capitale Tirana, altri maggiori centri urbani sono: Durazzo, Valona, Scutari, Coriza e Argirocastro. L'albanese è la lingua ufficiale della Repubblica; gli albanesi chiamano sé stessi shqiptarë, da cui l'italiano schipetaro.

## Etimologia
L'Albania è chiamata dai suoi abitanti Shqipëri. Sami Frashëri nella sua opera "Shqipëria ç'ka qënë, ç'është e ç'do të bëhet" (1899), dice che gli antenati degli albanesi si facevano chiamare arbën, parola questa documentata almeno dal II secolo d.C. che però subisce un cambiamento: da arbën in arbër per via dell'abitudine che hanno i toschi (abitanti del sud dell'Albania) di cambiare la lettera "n" in "r". Arbër o Arbën cioè coloro che lavorano la terra, da "Ar" che vuol dire terra, campo e "bër" o "bën" che si traduce con "fare lavorare".
Sami Frashëri collega la parola Shqipëri al nome dell'“uccello benedetto”, cioè l'aquila (shqipe, shqiponja nella lingua albanese). Frashëri considera l'aquila una vera divinità e scrive che gli antenati degli albanesi l'adoravano come se effettivamente lo fosse e, un tempo, l'animale era raffigurato anche sulla loro bandiera (all'epoca della pubblicazione del libro, l'Albania era una provincia dell'impero ottomano e non aveva una bandiera propria). Tuttavia, lo studioso conclude che la parola shqipëri sembra non essere molto antica, perché gli albanesi che si trasferirono in Italia e in Grecia non la conoscevano affatto e per questo utilizzavano la parola Arbër. Il nome Albania deriverebbe dalla città illirica di "Albanopolis", dal nome di una tribù illirica; da lì è derivato il nome Albania utilizzato dagli stranieri europei per indicare i territori dell'Albania. Fino al XV secolo era chiamata dagli albanesi Arberia, e tutti gli albanesi si identificavano con il nome di arbëreshë. In greco bizantino, il nome del paese è Albania, con le sue varianti Albaētia, Arbanētia.
Il termine "Albania", così come altri toponimi europei e mediterranei, ad esempio Alpi e Albione, può avere due possibili etimologie, entrambe plausibili: dalla radice protoindoeuropea *albho-, che indicava il "bianco", oppure dalla radice, sempre protoindoeuropea, *alb-, ovvero "collina". Nel II secolo a.C., Polibio nelle sue Storie menziona una tribù di nome Arbon nelle zone centrali dell'odierna Albania. Gli abitanti di quelle zone venivano chiamati Albanoí e Arbanitai.
Un'altra ipotesi suggerisce che il toponimo derivi dalla tribù Illirica degli Albani registrata da Tolomeo, che disegnò una mappa nel 150 molto significativa per la storia dell'Illiria. Questa mappa mostra la città di Albanopolis (situata a nordest di Durazzo), che fu in seguito chiamata Albanon e Arbanon, benché non sia sicuro che si tratti della stessa città. Un'ulteriore ipotesi è quella che considera il toponimo come derivato dalla Albania caucasica nella vecchia Armenia, all'incirca corrispondente con il territorio dell'Azerbaigian e Daghestan meridionale.
Nelle sue Storie scritte nel 1079-1080, lo storico bizantino Michele Attaliate fu il primo a riferirsi agli Albanoi per aver preso parte ad una rivolta contro Costantinopoli nel 1043, e agli Arbanitai, come popoli assoggettati dal duca di Durazzo. Fantasiosamente, richiamando la bandiera nazionale, simbolo araldico di Giorgio Castriota, il paese è chiamato "terra delle aquile".

## Storia

### Preistoria e protostoria

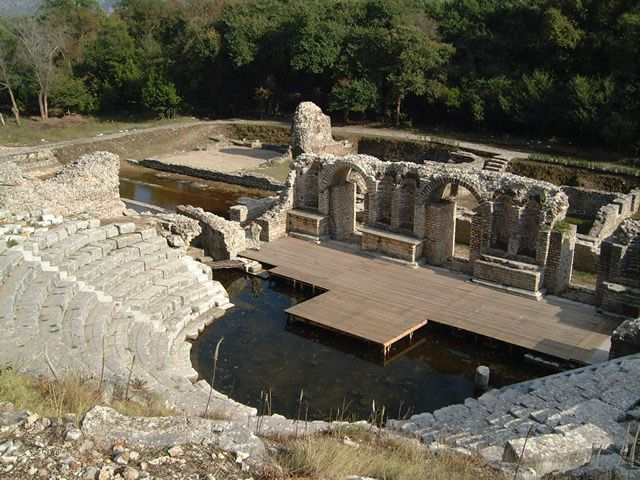
Le rovine dell'antica città illirica di Butrinto, Patrimonio dell'umanità dell'UNESCO, nella città di Saranda

Le prime indagini formali e la inventariazione dei monumenti archeologici dell'Albania iniziò con François Pouqueville, console generale di Napoleone presso la corte di Ali Pascià, e William Martin Leake agente britannico presso la stessa corte. Una missione francese, guidata da Len Rey, lavorò in Albania nel 1924-1938 e pubblicò i risultati in Cahiers d'Archéologie, d'Art et d'Histoire en Albanie et dans les Balkans (Quaderni d'Archeologia, arte e storia in Albania e nei Balcani).

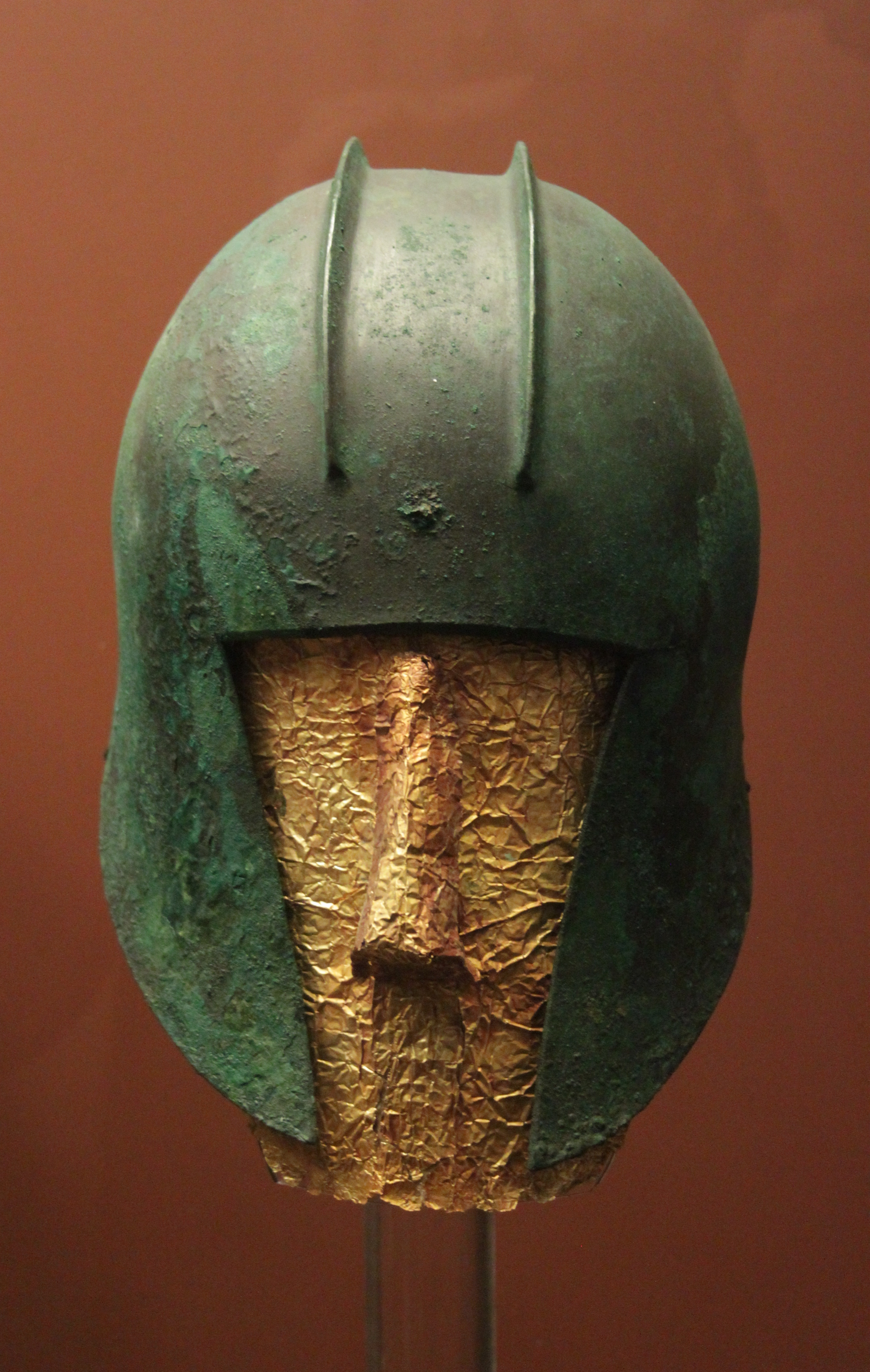
Elmo in bronzo protoalbanese (Illirico)

Il territorio albanese è stato abitato fin dalla preistoria, come dimostrano i ritrovamenti archeologici e gli studi antropologici su campioni di resti umani del medio-tardo paleolitico, risalenti a un periodo compreso tra 100 000 e 10 000 anni fa, rinvenuti presso la località di Xare e nelle caverne di Santa Marina a Saranda, nel sud del paese. La presenza umana ha origini antiche in questa area geografica e numerosi ritrovamenti ne testimoniano la presenza nei millenni passati. 
Alcuni studiosi ipotizzano che gli albanesi sarebbero discendenti degli antichi Pelasgi e successivamente sarebbero stati chiamati col nome di Illiri da scrittori antichi greci e romani.
Sulla storia antica dell'Albania, le antiche fonti letterarie offrono poche e vaghe notizie. Intorno al VI secolo a.C. gli stessi Illiri, grazie ad un rapido sviluppo economico agricolo e produttivo artigianale determinato dalla metallurgia — per uso civile e militare — del bronzo e del ferro, svilupparono una forte identità comune, rafforzando il predominio sul territorio con il commercio e, molto spesso, con atti di pirateria. Fondarono alcuni centri abitati tra cui Scutari (Shkodër), sulla costa mediterranea. Si estendeva nei Balcani occidentali a sud del Danubio ed era formata da una serie di tribù evolute che vivevano attorno alle città stato, a capo delle quali c'era un unico re.
Con il re Glauco, il paese aveva raggiunto il massimo dell'evoluzione, il suo erede fu Agron che aveva tendenze militari, e secondo il racconto di Strabone, nessuno dei suoi predecessori aveva reso tanto potente il paese dal punto di vista bellico; dopo la morte di Agron andò al trono la regina Teuta che, durante il suo regno, stipulò molti trattati e alleanze. Dopo che un membro di ambasceria romana fu ucciso, Roma attaccò l'Illiria con ingenti forze, e dopo uno scontro cruento, le due parti decisero una tregua con condizioni giudicate disonorevoli dalla regina Teuta, che si suicidò. Venne sostituita dal re Genzio, diplomatico e naturalista.
Genzio decise di fondare la città di Shkodra (Scutari), nel nord dell'Albania attuale, capitale dell'Illiria; accrebbe il potere centrale e ordinò che solo Scutari potesse battere moneta. Non tutte le città-stato illiriche accettarono questa mossa e la crescente pressione  romana rese sempre più debole e vulnerabile la confederazione illirica.
Dopo il tradimento di Genzio che si fece coinvolgere abbastanza avventatamente in una allenza con la Macedonia, che dopo averlo utilizzato contro i romani lo lasciò al suo destino, Roma mosse una terza guerra contro l'Illiria, che divisa ed  indebolita, venne conquistata senza particolare sforzo nel 168 a.C.

### Antichità e colonizzazione romana
Nell'odierno territorio albanese erano presenti tre importanti colonie greche: Apollonia, Epidamnos-Dyrrachion (attuale Durazzo) e Lissos (attuale Alessio).

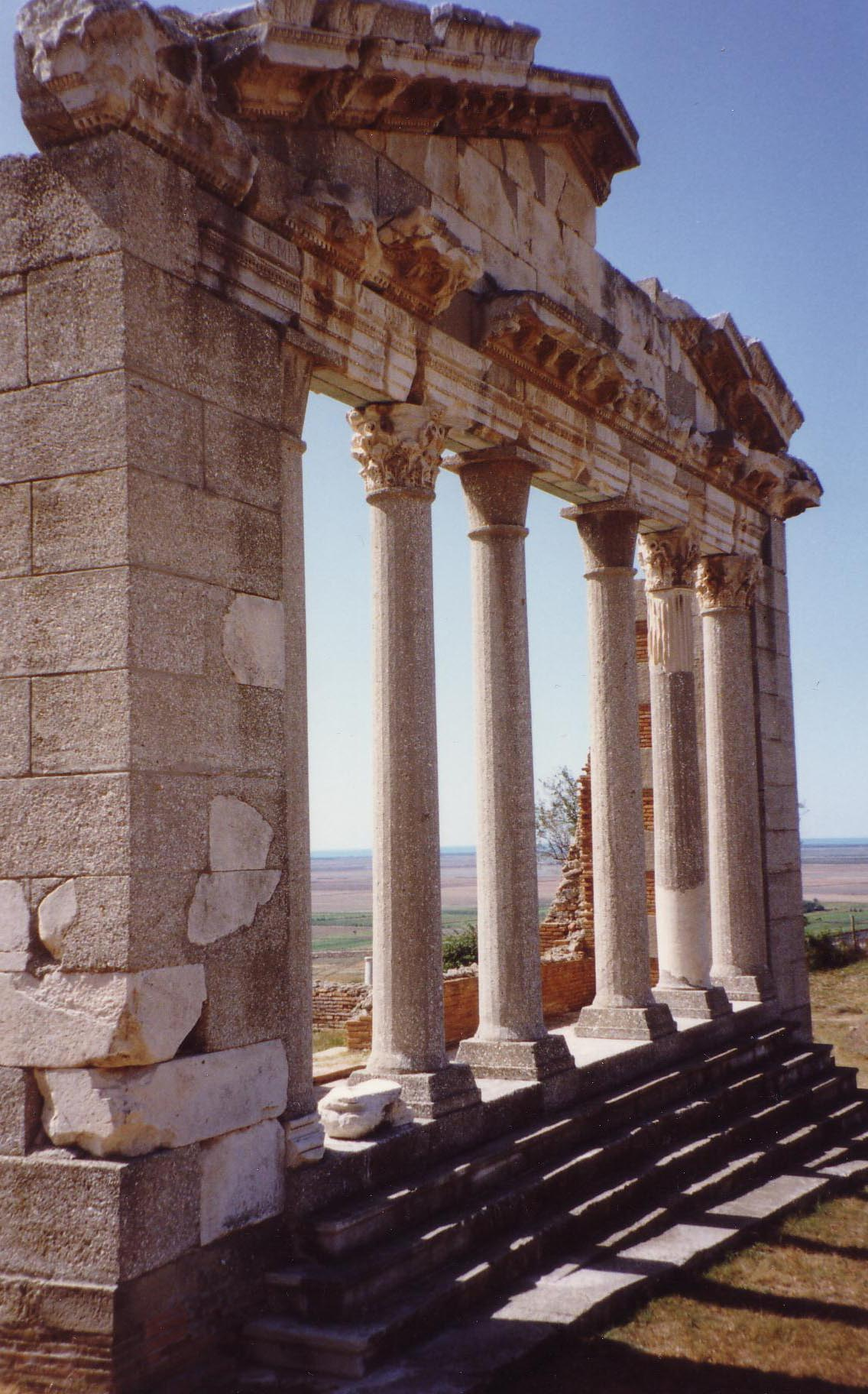
Le rovine romane di Apollonia

L'invasione dell'esercito romano nel II secolo a.C., come altrove, comportò l'integrazione e l'assimilazione delle popolazioni locali, in particolare sulle coste. Il territorio fece in seguito parte della provincia romana dell'Illiria (Illyricum), all'epoca di Gaio Giulio Cesare. È a Durrachium (odierna Durazzo) infatti che Cesare combatté contro Gneo Pompeo Magno.

### Periodo bizantino e Medioevo

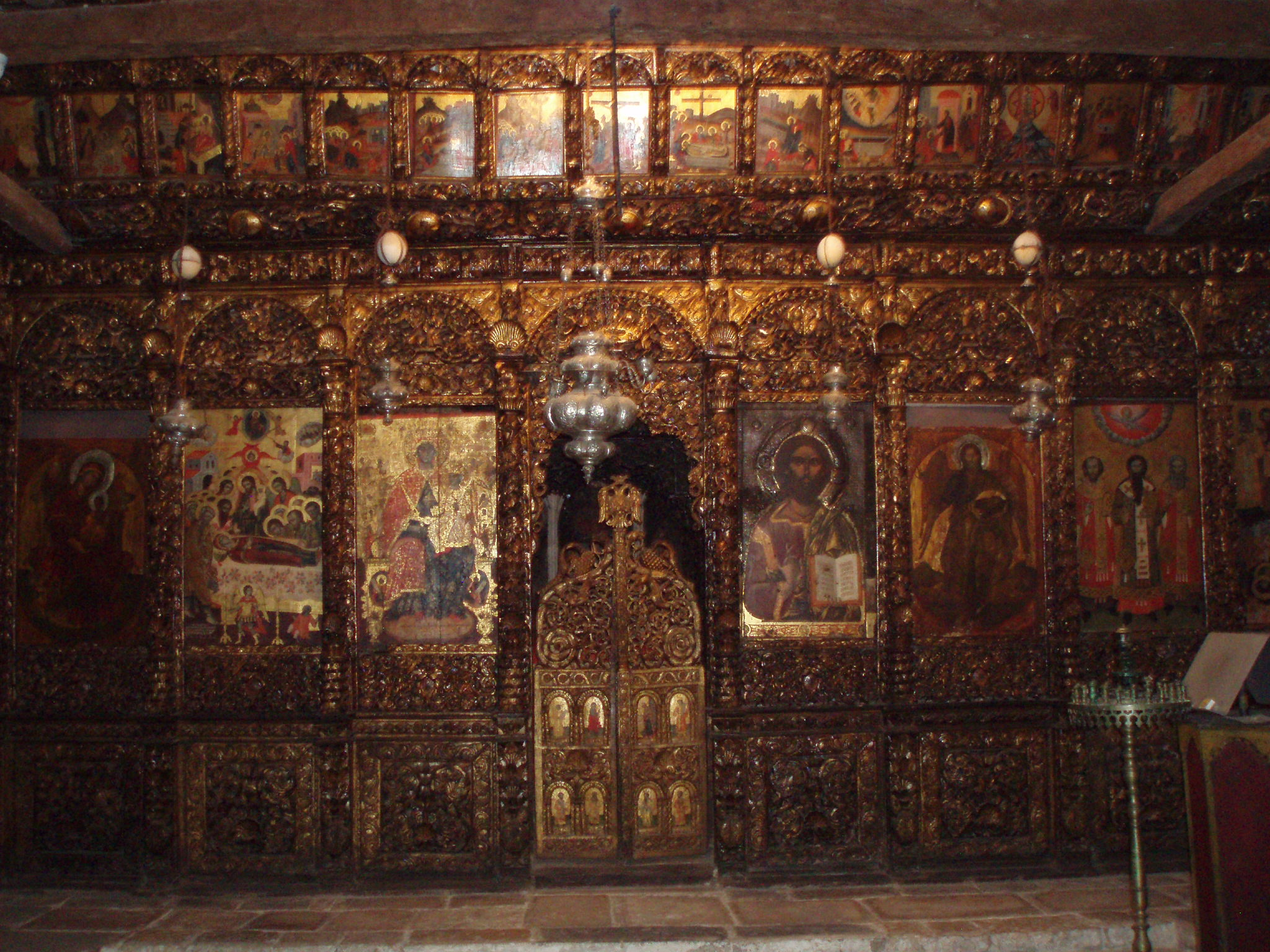
Iconostasi bizantina a Berat

Con la divisione in due dell'Impero romano, nel 395 d.C., alla morte di Teodosio, l'Illiria si ritrovò sotto il dominio dell'impero romano d'oriente (o bizantino) e subì le invasioni da nord di popolazioni quali i Goti, gli Avari e gli Slavi, fino all'arrivo dei Bulgari nel VII secolo. 
Tali invasioni indebolirono i centri urbani romano-bizantini. Solo le zone costiere rimasero in mano bizantina, compresa Dyrrachium.
Nel IX secolo l'imperatore Teofilo riconquistò alcuni territori creando il thema di Dyrrachium. Le zone interne dell'Albania vennero riconquistate dall'imperatore Basilio II, dopo la distruzione completa dell'impero bulgaro, nei primissimi anni del X secolo d.C. Nel 1081 Dyrrachium fu presa dai Normanni, ma successivamente fu riconquistata dall'imperatore Alessio I Comneno.
La storia dell'Albania medievale come Stato unitario iniziò nel 1190, quando l'arconte Progon di Kruja fondò il Principato di Arbanon con capitale Krujë. A Progon succedettero i figli Gjin e Dhimitri, quest'ultimo che raggiunse l'apice del regno. Dopo la morte di Dhimiter, l'ultimo membro della dinastia Progon, il principato passò sotto il greco-albanese Gregory Kamonas e in seguito Golem di Kruja.
Nel XIII secolo il principato fu sciolto.
Dal 1204 l'Albania entrò a far parte del despotato d'Epiro, quarant'anni dopo Giovanni Vatatse imperatore di Nicea conquistò le zone settentrionali inclusa Durazzo. Con la restaurazione dell'impero bizantino nel 1261, la parte meridionale restò sotto il dominio del despotato d'Epiro (vassallo dei bizantini). Durazzo fu presa da Carlo I d'Angiò, mentre il rimanente fu ripreso dall'impero bizantino.
Arbanon è considerato il primo nucleo di uno Stato albanese, che ha mantenuto uno statuto semi-autonomo come l'estremità occidentale di un impero, sotto il doukai bizantino dell'Epiro o i Laskaridi di Nicea.
Pochi anni dopo la dissoluzione di Arbanon, Carlo I d'Angiò concluse un accordo con i governanti albanesi, promettendo di proteggere le loro antiche libertà. Nel 1272 stabilì il regno di Albania e riconquistò le regioni dal Despotato dell'Epiro. Il regno rivendicò tutto il territorio dell'Albania centrale da Dyrrhachium lungo la costa del Mar Adriatico fino a Butrinto. Una struttura politica cattolica era alla base dei piani papali di diffusione del cattolicesimo nella penisola balcanica. Questo piano trovò anche il sostegno di Elena d'Angiò, cugina di Carlo I d'Angiò, che a quel tempo governava i territori dell'Albania settentrionale. Circa 30 chiese e monasteri cattolici furono costruiti durante il suo governo, principalmente nell'Albania settentrionale. 
Dal 1331 al 1355, l'impero serbo lottò contro l'Albania. Nel 1367 diversi sovrani albanesi fondarono il Despotato di Arta. In quel periodo furono creati diversi principati albanesi, tra cui Balsha, Thopia, Kastrioti, Muzaka e Arianiti. Nella prima metà del XIV secolo, l'Impero ottomano invase la maggior parte dell'Albania e la Lega di Lezhë (la Lega dei popoli albanesi) venne fondata sotto Skanderbeg come governante, che divenne l'eroe nazionale della storia medievale albanese.

### Il Principato d'Albania e la resistenza anti-turca

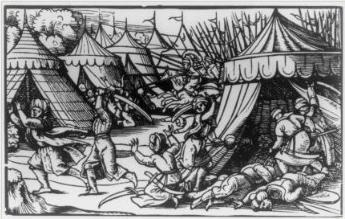
Forze albanesi guidate da Scanderbeg attaccano un campo turco-ottomano nel 1457

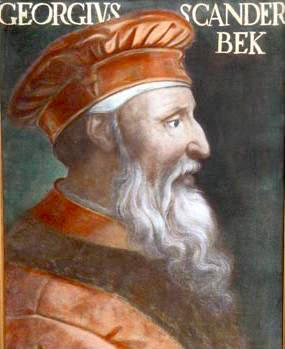
Giorgio Castriota, detto Scanderbeg, eroe nazionale albanese (1405–1468)

Nel 1478 il territorio del Principato dell'Albania, dopo un'ardua difesa durata ventiquattro anni, guidata da Giorgio Castriota (Gjergji Kastrioti) detto "Scanderbeg", nobile e principe d'Albania e re dell'Epiro, cadde inesorabilmente sotto il dominio turco-ottomano.
Giorgio Castriota, l'eroe albanese, aveva sfidato il sultano Murad II, che furioso inviò contro gli Albanesi un potente esercito guidato da Alì Pascià, alla testa di 100 000 uomini. Le forze di Scanderbeg, tutte le tribù dell'Arbër erano notevolmente inferiori (non superavano i 25 000 uomini), ma grazie alla sua tattica militare i Turchi riportarono una cocente sconfitta. Il sultano ordinò un'altra spedizione contro gli Albanesi, Firuz Pascià partì quindi con un altro esercito, ma Scanderbeg ne uscì anche questa volta vittorioso, guadagnando dalle cancellerie europee e dal Papa Callisto III gli appellativi di "'Athleta Christi'" e Defensor Fidei (Atleta di Cristo e Difensore Impavido della Fede).
Murad II non si rassegnò, dispose agli ordini di Mustafà Pascià due eserciti per un complessivo di 25 000 uomini, di cui ben la metà cavalieri, che si scontrarono con gli Albanesi, l'esito fu disastroso per i Turchi, si salvarono solo pochi di loro e a stento Mustafà Pascià stesso. Le imprese di Skanderbeg, tuttavia, preoccupavano i Veneziani, che vedendo in pericolo i traffici nel frattempo stabiliti con i Turchi, si allearono con il sultano per contrastare Skanderbeg e lo attaccarono. La battaglia vide la dura sconfitta dei Veneziani. Nella primavera del 1449, Murad II in persona intervenne contro l'Albania alla testa di 100 000 soldati. Tra scontri e assedi i Turchi persero metà dell'esercito e il comandante Firuz Pascià venne ucciso personalmente da Scanderbeg.
Nonostante questo, continuarono i tentativi di conquista del dominio di Scanderbeg da parte dei migliori condottieri turchi, con spedizioni ripetute contro il castello di Krujë, nessuna di queste però ne uscì vittoriosa. La pervicacia dell'Impero ottomano nei confronti di Castriota era pienamente comprensibile, se si considera che ogni velleità di espansione verso l'Europa da parte dell'Impero era inammissibile finché fosse rimasta attiva la spina nel fianco dello Scanderbeg, o peggio la sua presenza alle spalle come inquietante incognita.
La fama di Scanderbeg era incontenibile, i principati europei erano continuamente aggiornati circa la sua accanita resistenza contro l'espansione ottomana. Nel 1458 si recò in Italia per aiutare Ferdinando I, re di Napoli, figlio del suo amico e protettore Alfonso d'Aragona nella lotta contro il rivale Giovanni II di Lorena e del suo esercito. Intanto, altre due armate turche comandate da Hussein Bey e Sinan Bey, nel febbraio del 1462, mossero contro gli Albanesi costringendo Kastrioti a rientrare in tutta fretta nella sua patria, per guidare il suo esercito. Ci fu una battaglia presso Skopje che vide la spedizione turca annientata. A questo punto Sceremet-Bey fu incaricato di muovere contro gli Albanesi ma i Turchi furono nuovamente sconfitti. Il Papa ipotizzò addirittura una crociata contro gli Ottomani guidata da Skanderbeg, ma morì senza riuscire a portare a termine il progetto.
In seguito alla morte del Papa e allo scongiurato pericolo della crociata, il Sultano intravide la possibilità di farla finita finalmente con Skanderbeg, mise insieme un poderoso esercito affidandolo a un Albanese, connazionale quindi di Skanderbeg, che era stato addestrato dai turchi come lo era stato lo stesso Skanderbeg: Ballaban Pascià. Ma anche quest'impresa fallì; l'esercito turco fu messo in fuga dalle forze albanesi. Ancora una volta, nella primavera del 1466, l'Impero ottomano riunì forze imponenti, mosse contro gli Albanesi e cinse d'assedio Krujë e una serie di scontri furiosi, nel corso dei quali Ballaban Pascià stesso fu ucciso, portarono Skanderbeg ad un'ennesima vittoria. Maometto II ostinatissimo, nell'estate del 1467, pose nuovamente l'assedio a Krujë, ma, dopo ripetuti innumerevoli tentativi di assalto, dovette rassegnarsi e ritirarsi.
Finché Giorgio Castriota Scanderbeg rimase in vita, i Turchi non riuscirono a conquistare l'Albania. Ma l'Atleta della Cristianità morì di malaria ad Alessio il 17 gennaio 1468. Da lì in poi, molti albanesi, ai tempi chiamatisi arbëreshë, dovettero lasciare la propria terra per trovare rifugio in terra straniera, in particolare modo nella vicina Italia, soprattutto nella zona meridionale (Basilicata, Calabria, Molise, Puglia e Sicilia), in modo che potessero mantenere e continuare così a professare la loro fede cristiana. Croia, l'eroica cittadina di Castriota, con l'intera Albania, caddero in mani turche dieci anni dopo.

### L'età moderna e la dominazione ottomana

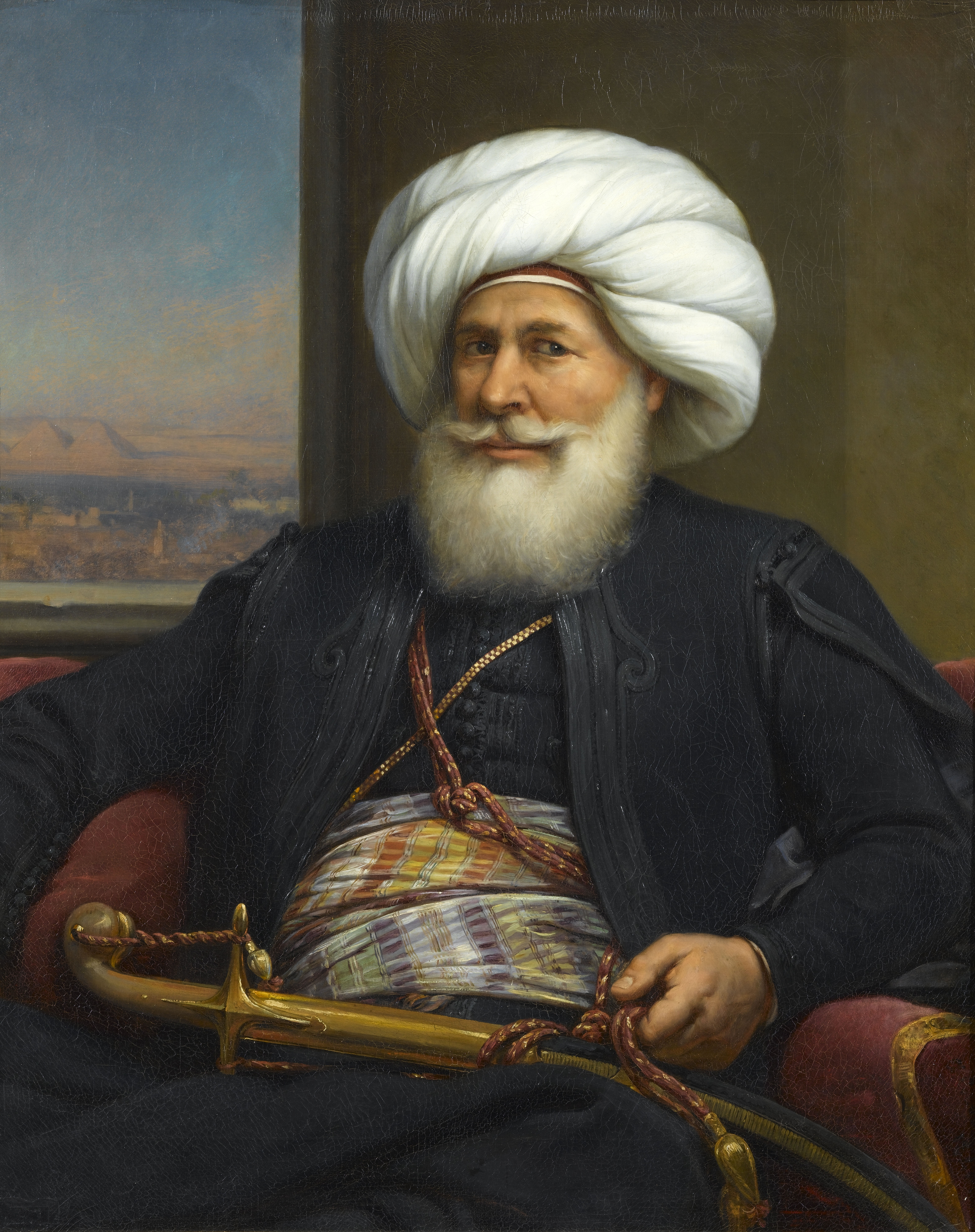
Muhammad ʿAli Pascià, governatore ottomano dell'Egitto

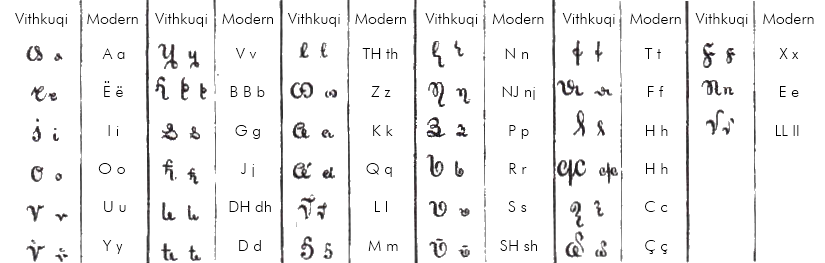
L'alfabeto Vithkuqi di Naum Veqilharxhi (Alfabeti i Vithkuqit) pubblicato nel 1845.

La presa di Croia da parte dei turchi del 1478 segnò la fine dell'Albania medievale e l'inizio della sua storia moderna.
L'Albania rimase sotto il controllo ottomano come parte della provincia di Rumelia fino al 1912, quando fu dichiarata l'Albania indipendente.
Con lo stanziarsi degli Ottomani avvennero numerosissime migrazioni, quella che rappresentò prima storica diaspora albanese. Le ondate migratorie albanesi, nell'allora Regno di Napoli e in generale in tutta l'Italia centro-meridionale, furono otto (1399-1409; 1416-1442; 1461-1470; 1470-1478; 1533-1534; 1646; 1744; 1774). La loro storia non lineare delle ondate migratorie e la molteplicità degli insediamenti in Italia, fornisce una giustificazione alla dispersione in un vasto territorio che, ancora, copre quasi tutto il meridione.
L'arrivo degli ottomani portò anche alla conversione di una parte della popolazione albanese all'Islam.
Il processo di islamizzazione fu progressivo, a partire dall'arrivo degli Ottomani nel 14º secolo (fino ad oggi una minoranza di albanesi sono cristiani cattolici o ortodossi, sebbene la maggioranza della popolazione sia comunque musulmana). I titolari di Timar, la base del primo controllo ottomano nel sud-est dell'Europa, non erano necessariamente convertiti all'Islam, e occasionalmente si ribellarono; il più famoso di questi ribelli fu Skanderbeg (la sua figura sarebbe divenuta più tardi, nel XIX secolo, componente centrale dell'identità nazionale albanese). L'impatto più significativo sugli albanesi fu il graduale processo di islamizzazione di una larga maggioranza della popolazione. Inizialmente confinato nei principali centri urbani di Elbasan e Scutari, a partire dal XVII secolo anche la popolazione rurale iniziò ad abbracciare la nuova religione. I motivi per la conversione erano vari, a seconda del contesto. La mancanza di materiale storiografico non aiuta a indagare su tali problemi.
Come musulmani, alcuni albanesi raggiunsero importanti posizioni politiche e militari all'interno dell'impero ottomano e contribuirono culturalmente al più vasto mondo musulmano. Albanesi potevano essere trovati in tutto l'impero ottomano, in Iraq, Egitto, Algeria e in tutto il Maghreb, come elementi di riserva militari e amministrativi. Ciò era in parte dovuto al sistema del devşirme. 
Godendo di posizione privilegiata nell'impero, gli albanesi musulmani detenevano varie alte cariche amministrative, con oltre due dozzine di gran visir di origine albanese, come il generale Köprülü Mehmed Pascià, che comandava le forze ottomane durante le guerre ottomano-persiane; il generale Köprülü Fazıl Ahmed, che guidò gli eserciti ottomani durante la guerra austro-turca; e successivamente Muhammad Ali Pasha dell'Egitto.
Durante il XV secolo, quando gli Ottomani stavano conquistando una posizione solida nella regione, le città albanesi furono organizzate in quattro sanjak principali. Il governo promosse il commercio stabilendo una consistente colonia ebraica di profughi sefarditi in fuga dalle persecuzioni cattoliche in Spagna. La città di Valona vide passare attraverso i suoi porti merci importate dall'Europa come velluti, cotone, mohair, tappeti, spezie e cuoio di Bursa e Costantinopoli. Alcuni mercanti di Valona avevano partner commerciali in tutta Europa.
Il Rinascimento nazionale albanese (Rilindja Kombëtare) iniziò nel 1870 e durò fino al 1912, quando gli albanesi dichiararono la loro indipendenza. La Lega di Prizren (Lidhja e Prizrenit) venne costituita nel giugno 1878, nella città vecchia di Prizren, in Kosovo. All'inizio le autorità ottomane appoggiarono la Lega, la cui posizione iniziale era basata sulla solidarietà religiosa dei proprietari terrieri musulmani e delle persone legate all'amministrazione ottomana. Gli ottomani favorirono e protessero la solidarietà musulmana e invocarono la difesa delle terre musulmane, compresa l'attuale Bosnia-Erzegovina. Questa fu la ragione per nominare la lega "Il comitato dei veri musulmani" (Komiteti i Myslimanëve të Vërtetë). 
La Lega emanò un decreto noto come Kararname. Il suo testo conteneva una proclamazione secondo cui i popoli del nord dell'Albania, dell'Epiro e della Bosnia "sono disposti a difendere" l'integrità territoriale "dell'Impero ottomano con tutti i mezzi possibili contro le truppe dei regni bulgaro, serbo e montenegrino", che fu firmato da 47 deputati musulmani della Lega il 18 giugno 1878.
Circa trecento musulmani parteciparono all'assemblea, inclusi i delegati della Bosnia e il mutasarrif (sanjakbey) del Sanjak di Prizren come rappresentanti delle autorità centrali, ma nessun delegato del vilayet di Scutari.
Gli ottomani ritrassero il loro sostegno quando la Lega, sotto l'influenza di Abdyl Bey Frashëri, si concentrò sul lavorare verso l'autonomia albanese e chiese la fusione dei quattro vilayet ottomani di Kosovo, Scutari, Monastir e Ioannina in un nuovo vilayet dell'Impero ottomano, il Vilayet albanese. La lega usò la forza militare per impedire che le aree annesse di Plav e Gusinje fossero assegnate al Montenegro dal Congresso di Berlino. Dopo numerose battaglie di successo contro le truppe montenegrine come a Novsice, sotto la pressione delle grandi potenze, la Lega di Prizren fu costretta a ritirarsi dalle regioni contese di Plav e Gusinje e in seguito la lega fu sconfitta dall'esercito ottomano inviato dal Sultano. La rivolta albanese del 1912, la sconfitta ottomana nelle guerre balcaniche e l'avanzata delle forze montenegrine, serbe e greche in territori dichiarati albanesi, portarono alla proclamazione dell'indipendenza dell'Albania da parte di Ismail Qemali a sud di Valona, il 28 novembre 1912.

### L'Indipendenza e la prima guerra mondiale

Confini proposti del Principato d'Albania (1912-1914)

Le scintille iniziali della prima guerra balcanica nel 1912 furono innescate anche dalla rivolta albanese tra il 1908 ed il 1910, diretta a contrastare le politiche dei Giovani Turchi di consolidamento dell'Impero ottomano.
Anche la classe intellettuale albanese avverte che ormai è arrivata l'ora dell'indipendenza dai turchi e nel 1911 si riuniscono nell'attuale territorio del Montenegro adottando un memorandum in dodici punti, con il quale chiedono ad Istanbul di riconoscere al proprio popolo la nazionalità, l'autogoverno e l'insegnamento della lingua e della cultura albanese nelle scuole. Nel frattempo, infatti, anche tra gli albanesi è cresciuto e si è consolidato un movimento di identità nazionale, favorito anche dall'aiuto e dall'esperienza degli albanesi della diaspora, in particolare quelli delle comunità albanesi d'Italia, che hanno partecipato a pieno titolo e con particolare dedizione al Risorgimento italiano e alla costituzione del nuovo stato unitario.

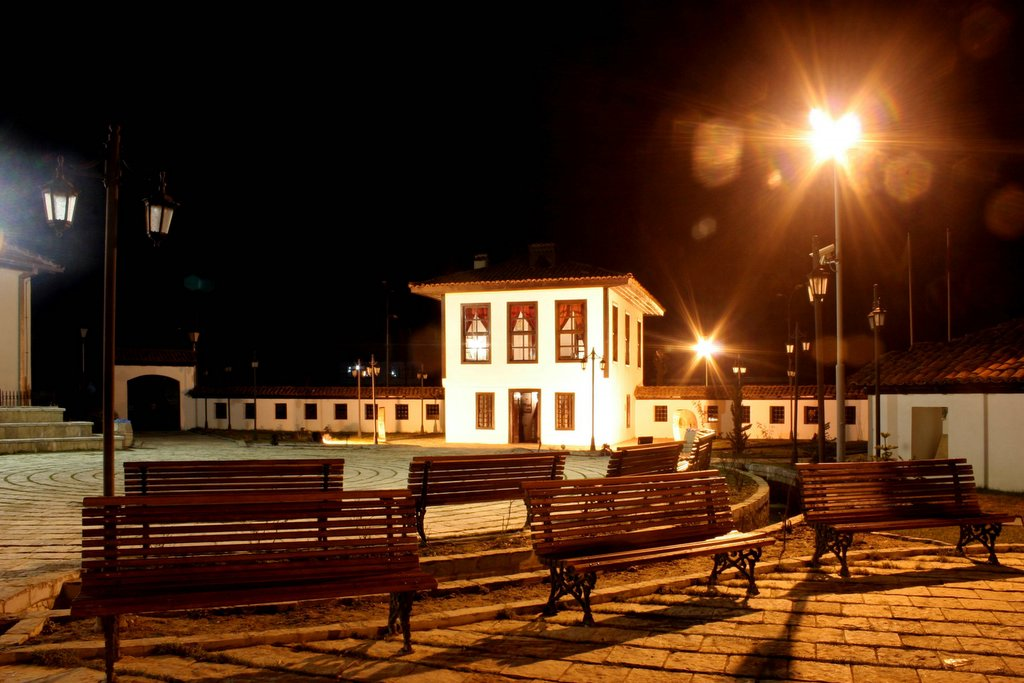
Il palazzo sede della Lega Indipendentista Albanese anti-turca a Prizren

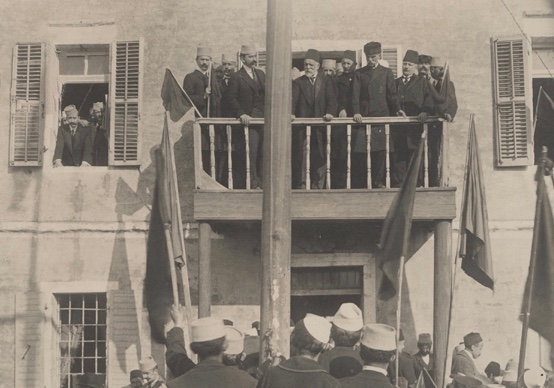
Celebrazione del primo anniversario di indipendenza a Valona il 28 novembre 1913

Nel 1912 una coalizione tra il Regno di Serbia, Regno di Grecia, Regno di Bulgaria e Regno del Montenegro, già proclamatosi indipendenti, muove guerra contro l'impero, sconfiggendolo in pochi mesi. La conclusione di questa prima guerra balcanica vede quindi rafforzarsi ed estendersi i giovani stati balcanici di Serbia, Bulgaria e Grecia, che cercarono di ingrandire i loro rispettivi confini sui rimanenti territori albanesi. L'Albania fu così invasa dalla Serbia nel nord e dalla Grecia nel sud, cosa che limitò il paese a solo un pezzo di terra intorno alla città costiera meridionale di Valona.

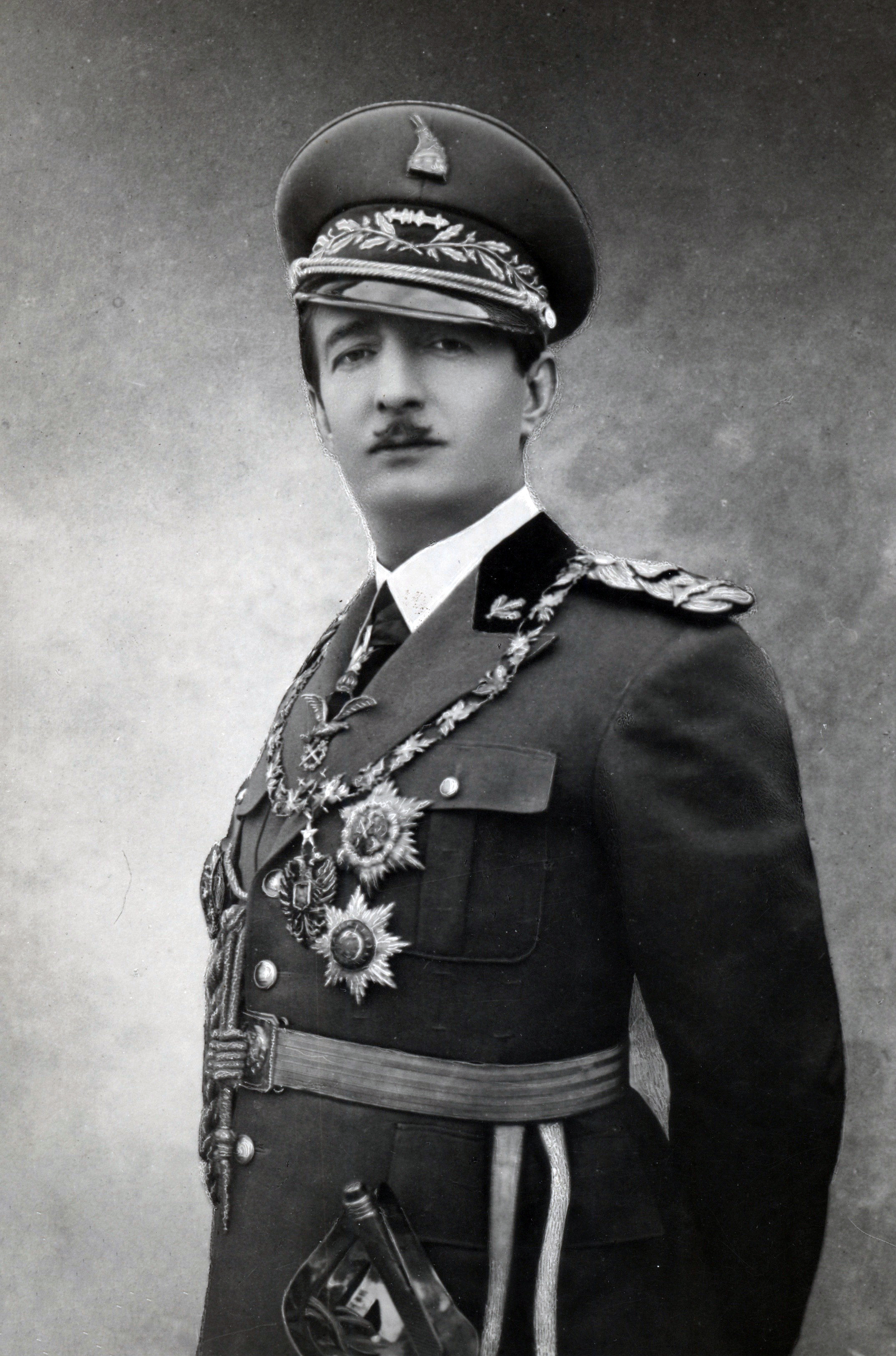
Re Zog I di Albania (1895–1961)

Il 28 novembre 1912, a Valona, Ismail Qemali dichiarò l'indipendenza dell'Albania, a cui seguì la formazione di un governo provvisorio, che tuttavia esercitò la sua autorità solo in luoghi nelle immediate vicinanze di Valona. Altrove, il generale ottomano Essad Pascià formò un "Senato centrale albanese" a Durazzo, mentre i membri più conservatori delle tribù albanesi ancora speravano in un ripristino della sovranità ottomana.
Il principato di Albania fu stabilito il 21 febbraio 1914. La nascita del principato fu fortemente voluta sia dall'Austria che dall'Italia, che aveva a capo del governo un oriundo albanese, per smorzare il desiderio serbo di conquista delle coste, che li avrebbe rafforzati. Le grandi potenze designarono il principe Guglielmo di Wied, un nipote della regina Elisabetta di Romania, come sovrano della nuova Albania indipendente. Un'offerta formale, che egli accettò, fu presentata da 18 delegati in rappresentanza dei 18 distretti d'Albania il 21 febbraio 1914. Guglielmo d'Albania veniva appellato principe al di fuori dell'Albania, ma in Albania era denominato "mbret" (re), in modo da non sembrare inferiore al re del Montenegro.
Il principe Guglielmo d'Albania arrivò in Albania nella sua capitale provvisoria di Durazzo il 7 marzo 1914 insieme con la famiglia reale. La sua sicurezza era affidata ad una gendarmeria comandata da ufficiali olandesi. Il principe Guglielmo d'Albania lasciò il paese il 3 settembre 1914 a seguito di una rivolta pan-islamica guidata da Essad Pascià e poi ripreso da Haji Kamil il comandante militare dell'Emirato d'Albania localizzato attorno a Tirana. Tuttavia non rinunciò mai alla sua pretesa al trono. Al posto di Guglielmo il Senato di Durazzo elesse pochi giorni dopo principe d'Albania Mehmed Burhaneddin Efendi, figlio dell'ex sultano ottomano Abdul Hamid II, che rimase in carica fino al 1919.
Diversi governi si succedettero nel tentativo di sviluppare uno stato laico, indipendente e democratico. Tali tentativi furono appoggiati dalle élite intellettuali, da parte della piccola e media borghesia nazionalista urbana, da parte della nobiltà e dei rappresentanti dei ceti elevati delle famiglie albanesi nazionaliste e dalla comunità legata alla diaspora albanese in Europa e negli Stati Uniti d'America, con il supporto e l'intervento della Società delle Nazioni negli anni venti.
La delimitazione dei confini del nuovo Stato lasciò alcune comunità albanesi fuori dell'Albania. Questa popolazione fu divisa in gran parte tra il Montenegro e la Serbia (che all'epoca comprendeva anche parte della Repubblica di Macedonia). D'altra parte una rivolta nel sud del Paese, dai Greci locali, portò alla formazione di una regione autonoma denominata "Repubblica Autonoma dell'Epiro del Nord" all'interno dei suoi confini (1914), zona che rimase sotto il controllo greco fino al 1916.
Durante la prima guerra mondiale parte del territorio divenne un Protettorato italiano. Gli italiani lasciarono il paese solo il 2 agosto 1920, soprattutto a causa della Rivolta dei Bersaglieri, moto popolare scoppiato il 26 giugno 1920 ad Ancona e nato in seguito al rifiuto di un reggimento di soldati di partire per l'Albania. Il moto poi fu appoggiato dalla popolazione civile e si diffuse in altre città. Represso nel sangue, convinse però il governo Giolitti a rinunciare all'occupazione ed a firmare un patto con l'Albania in cui si prevedeva che solo Saseno sarebbe rimasta italiana.
Il processo di riforma democratica e laica fu interrotto dal colpo di Stato politico-militare guidato da Ahmet Zogu, che diede vita al Regno albanese, autonominatosi re col nome di Zog I. Nel periodo 1924-1939 si svilupparono intensi rapporti bilaterali economici tra Regno d'Italia ed Albania.

### La seconda guerra mondiale

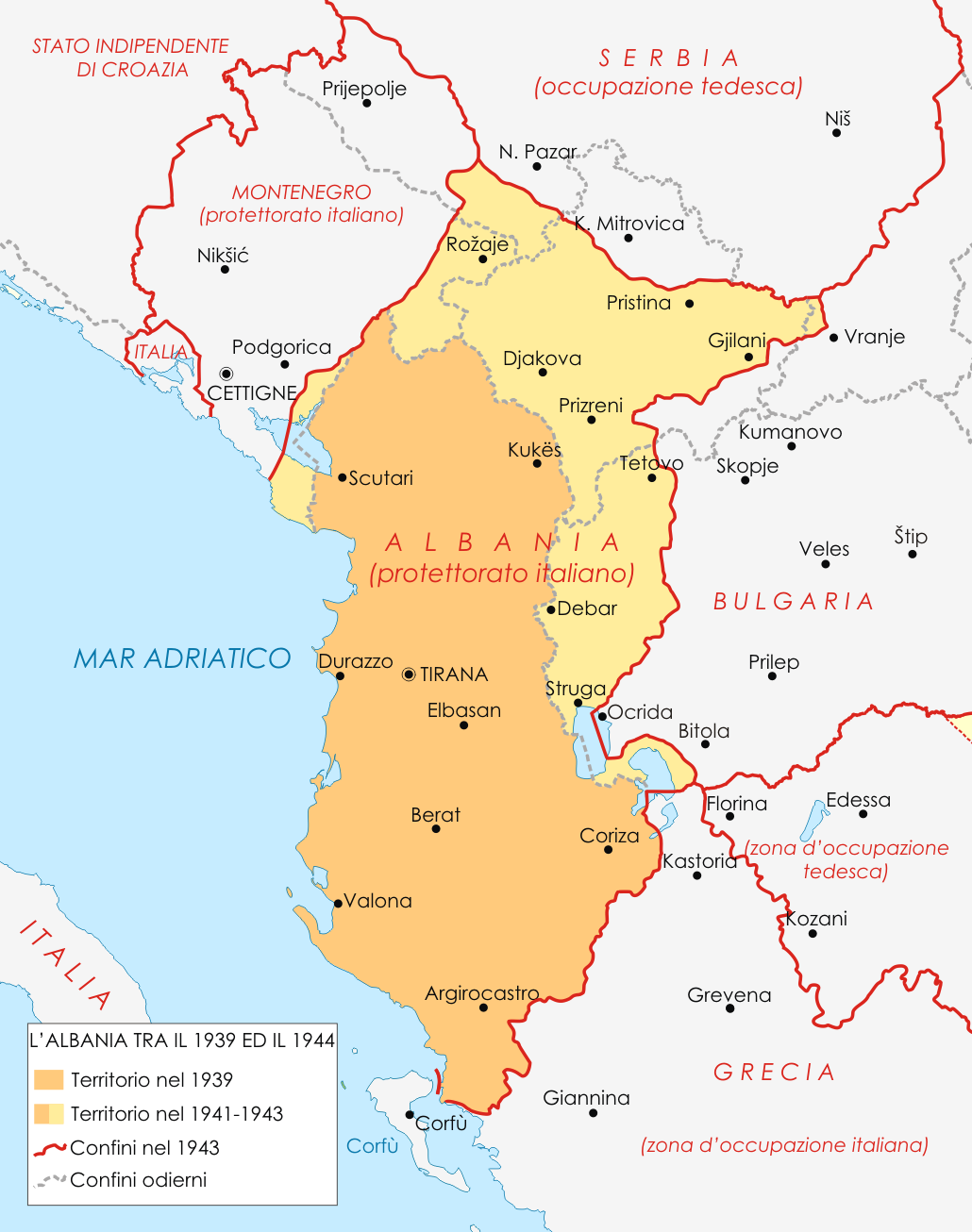
Mappa dell'Albania durante la seconda guerra mondiale (1939-1945)

Il regime monarchico fu rovesciato nel 1939, quando l'Albania fu occupata dall'esercito italiano. Mussolini, infatti, sentiva il bisogno di controbilanciare le azioni dell'alleato tedesco che nel marzo del 1939 aveva occupato la Cecoslovacchia ("Ogni volta che Hitler prende uno stato, mi manda un messaggio," disse a Ciano). Vi erano inoltre supposte collaborazioni tra Re Zog e i governi anglofrancesi. Con un'invasione-lampo, il 7 aprile 1939 l'esercito italiano disarmò la debole resistenza albanese quasi senza colpo ferire. Re Zog riparò subito in Grecia. Il 16 aprile, l'Albania venne accorpata al territorio metropolitano italiano e Vittorio Emanuele III di Savoia venne proclamato Re d'Albania.
Nel novembre del 1940, dopo il disastroso attacco italiano alla Grecia, un terzo del territorio albanese fu occupato dai greci. Alcuni battaglioni albanesi nelle divisioni Venezia e Giulia vennero distrutti dai greci mentre proteggevano la ritirata italiana. Il colonnello Pervizi (rappresentante del comando albanese) decise allora di sottrarre la brigata Tomorri al rischio di una seconda strage, abbandonando a sorpresa il campo di battaglia. Badoglio parlò di "tradimento degli albanesi" e decise il ritiro del loro esercito. In seguito all'intervento della Germania - subentrata nel 1941 in sostegno all'Italia - la Jugoslavia e la Grecia passarono sotto il controllo delle forze italo-tedesche, mentre il Kosovo e l'Epiro del nord furono annesse all'Albania. La situazione cambiò nuovamente dopo la firma dell'armistizio con gli angloamericani da parte del governo Badoglio (armistizio di Cassibile), che spinse i tedeschi ad invadere l'Albania.
Si formò così un movimento composto da gruppi nazionalisti e di resistenza partigiana (formato principalmente dai componenti dal partito nazional-comunista guidato da Enver Hoxha). Ci fu anche il contributo degli ex militari italiani che formarono la formazione partigiana Brigata Gramsci. La resistenza antinazista riuscì a prendere il controllo del paese nel novembre 1944, quando i tedeschi se ne andarono per non restare ivi insaccati dopo la resa di Romania e Bulgaria. I nazionalisti e i patrioti antifascisti albanesi si organizzarono nella L.A.N.Ç. - Lufta Antifashiste Nacional Çlirimtare.
L'Albania è l'unico paese dove tutti gli ebrei furono salvati dalle persecuzioni durante la presenza dell'occupazione nazista (per maggiori dettagli Storia degli ebrei in Albania). Nel corso del conflitto, infatti, il numero degli ebrei aumentò; molti vi emigrarono per salvarsi dalle persecuzioni razziali di altri Paesi. Le autorità dello Stato albanese rifiutarono di consegnare la lista degli ebrei presenti nel paese. Contrariamente alle norme imposte, nessun ebreo fu consegnato ma furono nascosti nelle abitazioni od a volte momentaneamente negli edifici dei patrioti albanesi. Gli ebrei erano concentrati soprattutto nelle zone centrali tra Tirana e Durazzo e nelle città di Valona e Berat (quest'ultima contava da sola 600 ebrei alla fine della guerra); spesso per nascondere i perseguitati gli albanesi hanno usato metodi di "mimetizzazione", procurando loro documenti falsi, infatti come fa notare lo storico italiano Michele Sarfatti « [...] l’Albania, Paese che all’epoca era il più musulmano e forse il più povero d’Europa, e Paese che fu controllato prima dall’Italia fascista e poi dalla Germania nazista, spicca nel continente proprio per la sua non collaborazione allo sterminio».

### Il periodo comunista

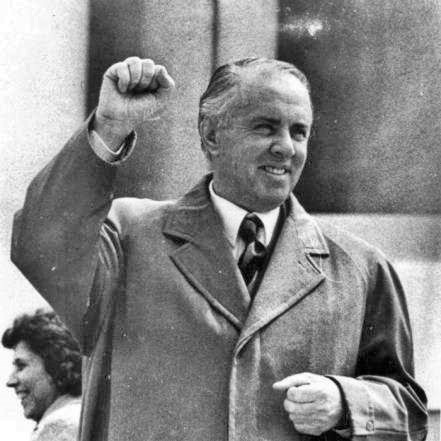
Il dittatore social-comunista Enver Hoxha (1944–1985)

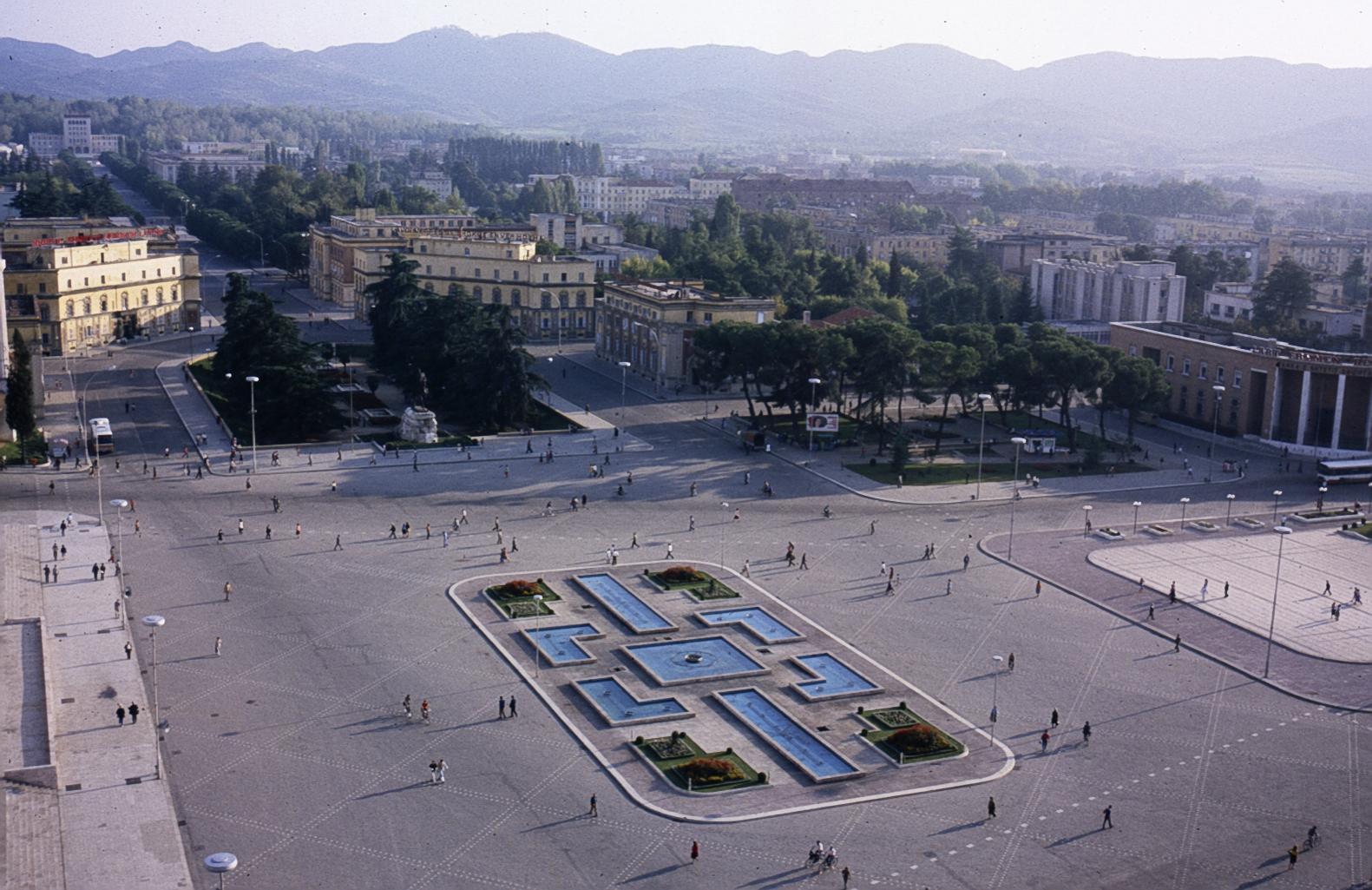
Il centro di Tirana, Piazza Scanderbeg, 1988

Dal 1946 al 1990 l'Albania fu uno Stato socialista estremamente isolazionista, stalinista e antirevisionista, che dedicò poche energie alla cooperazione politica anche con gli altri stati comunisti del Patto di Varsavia dominato dall'Unione Sovietica, in quanto quest'ultima, con l'ascesa al potere di Nikita Kruscev, aveva assunto una forte opposizione al culto della personalità di Stalin, dopo la pubblicazione del rapporto Sul culto della personalità e le sue conseguenze.
Il nuovo governo fu scelto tramite le elezioni democratiche tenute verso la fine del 1945, che confermarono vincitore, con un'assoluta maggioranza, il gruppo del Fronte Democratico, d'ispirazione comunista. Il nuovo governo prese il potere nei primi mesi del 1946 (sebbene fin dalla fine dell'occupazione tedesca nel 1944 il paese fosse egemonizzato dal partito comunista), avendo come capo dello Stato Enver Hoxha, un comunista che era stato attivo nella guerra antifascista. Hoxha concentrò la politica dello Stato intorno al Partito Comunista, unico partito legale. Come Primo Segretario generale del Partito Comunista dell'Albania, eliminò inizialmente i suoi rivali storici, tra cui collaborazionisti con gli occupanti e persone provenienti da famiglie nobili e borghesi. Ben presto tutti i beni e proprietà vennero confiscati e diventarono proprietà pubblica, cosa inizialmente apprezzata dai ceti meno abbienti.
Nei primi anni del nuovo regime, lo Stato di Hoxha aveva buone relazioni diplomatiche ed economiche con la Jugoslavia, facendo di quest'ultima il principale partner commerciale. Ma le intenzioni non trasparenti degli jugoslavi non piacquero al dittatore, il quale ruppe tutte le relazioni politiche a partire dal 1948. Secondo le dichiarazioni unilaterali albanesi ciò avvenne per un presunto tentativo della Jugoslavia di incorporare politicamente l'Albania privandola della sua indipendenza. Dopo questo importante fatto, il piccolo paese intensificò le sue relazioni con l'Unione Sovietica, e di fatto, dipese anche economicamente da quest'ultima. Il Partito Comunista dell'Albania mutò il suo nome in Partito del Lavoro, seguendo un suggerimento di Stalin. Negli anni sessanta, irritata dalle valutazioni critiche di Nikita Sergeevič Chruščёv sulla personalità di Stalin, l'Albania raffreddò i suoi rapporti con l'Unione Sovietica. Visto che l'Albania intendeva proseguire lo sviluppo verso una società marxista mantenendo l'eredità stalinista, e che invece i paesi dell'area sovietica intendevano aderire alla revisione critica fatta da Kruscev, non solo Hoxha interruppe tutte le sue relazioni con l'URSS (1960), ma uscì ufficialmente dal Patto di Varsavia nel 1968, per protesta contro la repressione della Primavera cecoslovacca. Dopo aver fallito nuovamente l'amicizia tra Cina e Albania (1960-1978), il paese si ritrovò isolato dal resto dell'Europa e del mondo per molto tempo, dato che il regime ritenne di essere l'ultima, unica, fortezza marxista al mondo.
Dal 1967 al 1990 vengono messe fuori legge dal regime di Hoxa tutte le confessioni religiose nel Paese, rendendo l'Albania il primo e unico Stato ateo del mondo prevedendo anche la reclusione per reati di propaganda religiosa: nell’articolo 37 della Costituzione viene sancito che «lo Stato non riconosce alcuna religione e supporta la propaganda atea per inculcare alle persone la visione scientifico-materialista del mondo».
Il governo ha attuato riforme volte alla modernizzazione economica e ha raggiunto risultati significativi in industrializzazione, sviluppo agricolo, istruzione, arte e cultura, che hanno contribuito ad un aumento complessivo del tenore di vita. D'altra parte, politicamente, l'Albania è stato l'unico paese comunista a rifiutare la destalinizzazione e ad imporre una severa dittatura.
Enver Hoxha morì nel 1985, lasciando il potere al suo fedelissimo Ramiz Alia. Quest'ultimo, a causa di massicce proteste e del clima di insopportabile pressione, concesse le prime elezioni libere nel 1991; l'esperienza comunista, complice anche la grave situazione economica, era da tempo in grave crisi, e - con la concessione delle elezioni e la negoziazione del debito estero - era da considerarsi formalmente conclusa.

### L'Albania liberale e la Repubblica

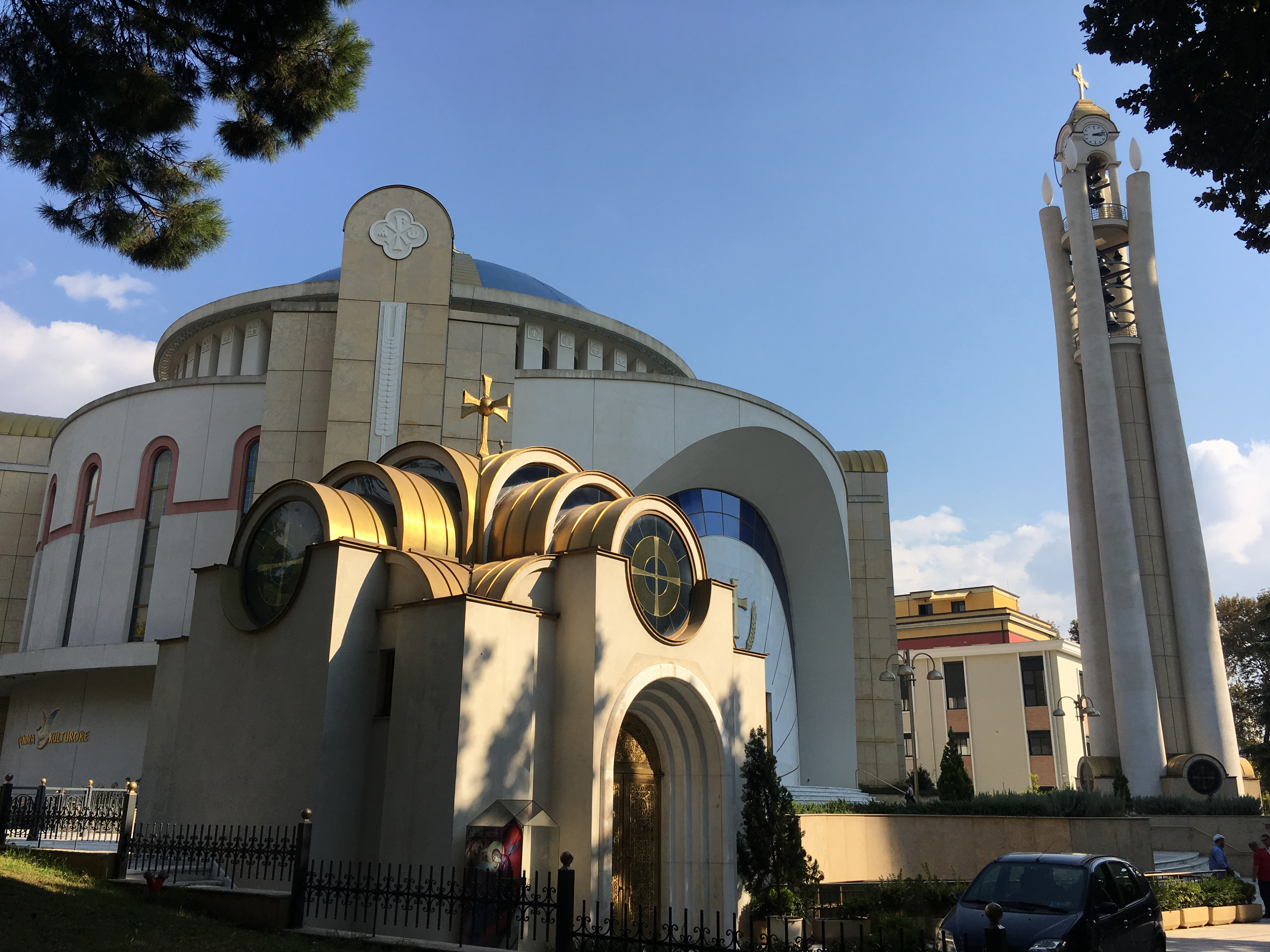
Cattedrale ortodossa della Resurrezione di Cristo di Tirana, ricostruita e consacrata nel 2012.

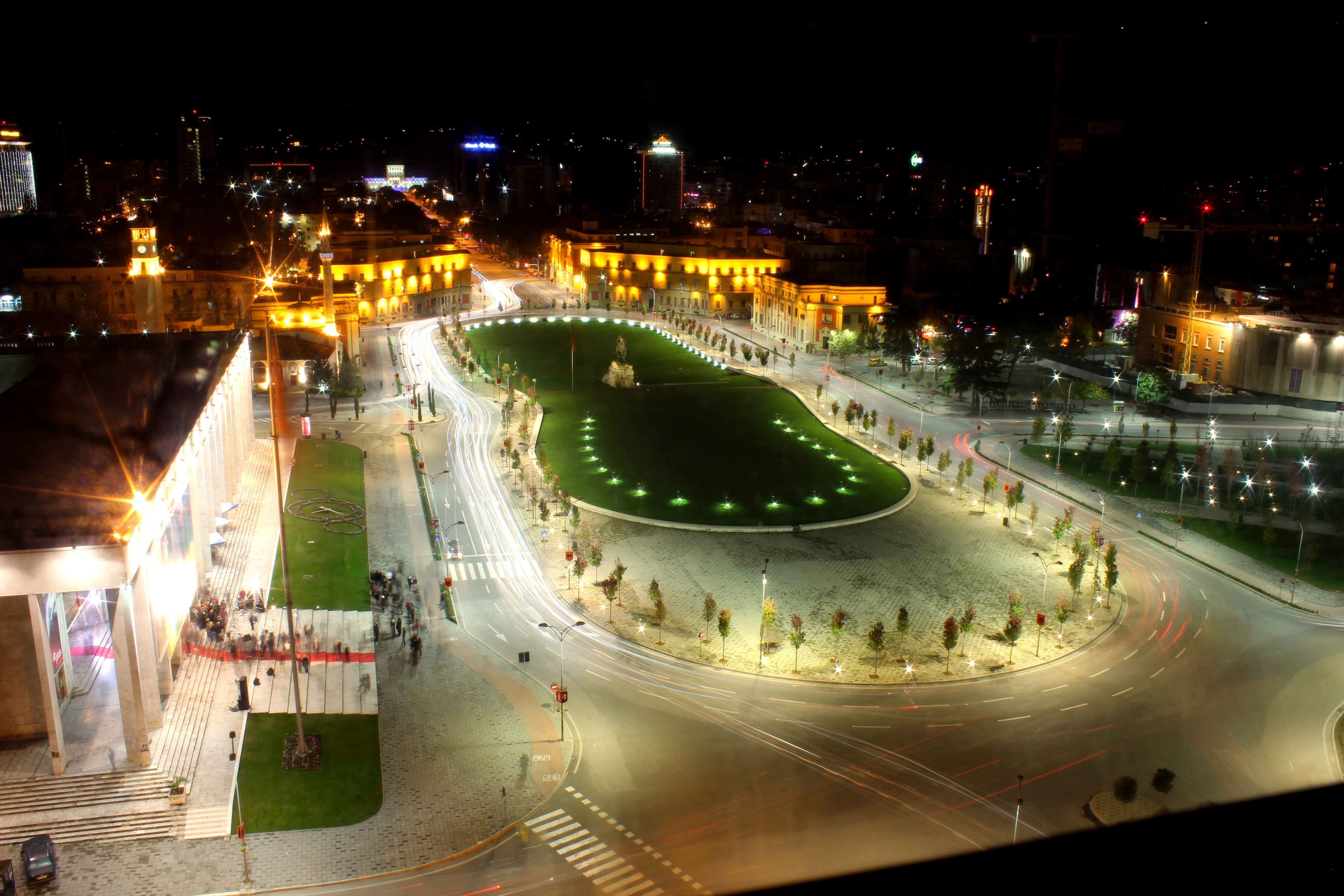
Piazza Scanderbeg a Tirana (2014).

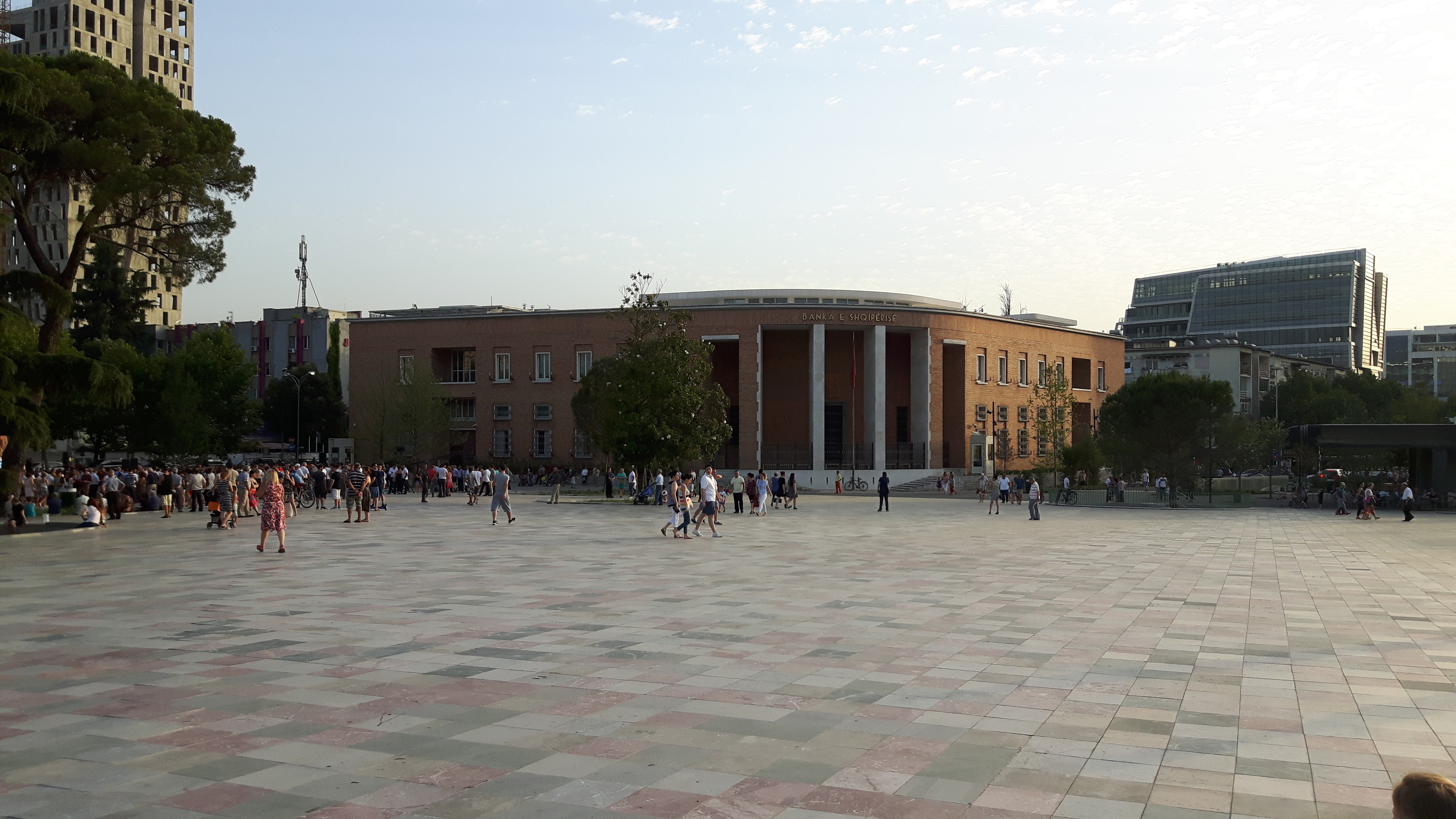
Piazza Skanderberg dopo la ricostruzione, adibita solo al transito dei pedoni. Sotto alla piazza è stato realizzato un parcheggio interrato.

Il movimento di protesta e di rivolta che portò alla rinascita del liberalismo e al ripristino del multi-partitismo negli anni novanta sorse in seguito al desiderio di rinnovamento, seguito alla caduta del Muro di Berlino e ai cambiamenti che stavano avvenendo negli altri paesi dell'Est europeo; fu guidato dagli studenti e dai docenti universitari di Tirana, da intellettuali moderati e da tecnici delle fabbriche.
Il paese soffriva di molti problemi legati al limitato sviluppo socioeconomico. Furono tantissimi gli albanesi, in questi anni, che decisero di partire alla volta dell'Italia e si riversarono via mare sulle coste della Puglia, lungo il litorale salentino tra Brindisi e Otranto.
Il 29 giugno 1997 si tenne, contemporaneamente alla grave crisi politico-economica e sociale albanese, un referendum istituzionale per decidere se restaurare la monarchia con Leka (figlio di Zog I) o mantenere la Repubblica parlamentare, la seconda opzione vinse col 66% dei voti.
In Albania la prima riforma legislativa riguardò la nuova Costituzione e la transizione ad un sistema politico ed economico di tipo liberalistico; in particolare la gestione statale dei beni venne sostituita con il ripristino della proprietà privata. Successivamente venne intrapresa la lunga strada verso l'adeguamento ai programmi europei del Patto di stabilità e crescita secondo il protocollo del Trattato di Maastricht.
Inoltre, il 4 aprile 2009 il paese è divenuto membro della NATO e dal 27 giugno 2014 è ufficialmente candidato ad aderire all'Unione europea.

## Geografia

Topografia dell'Albania

### Morfologia

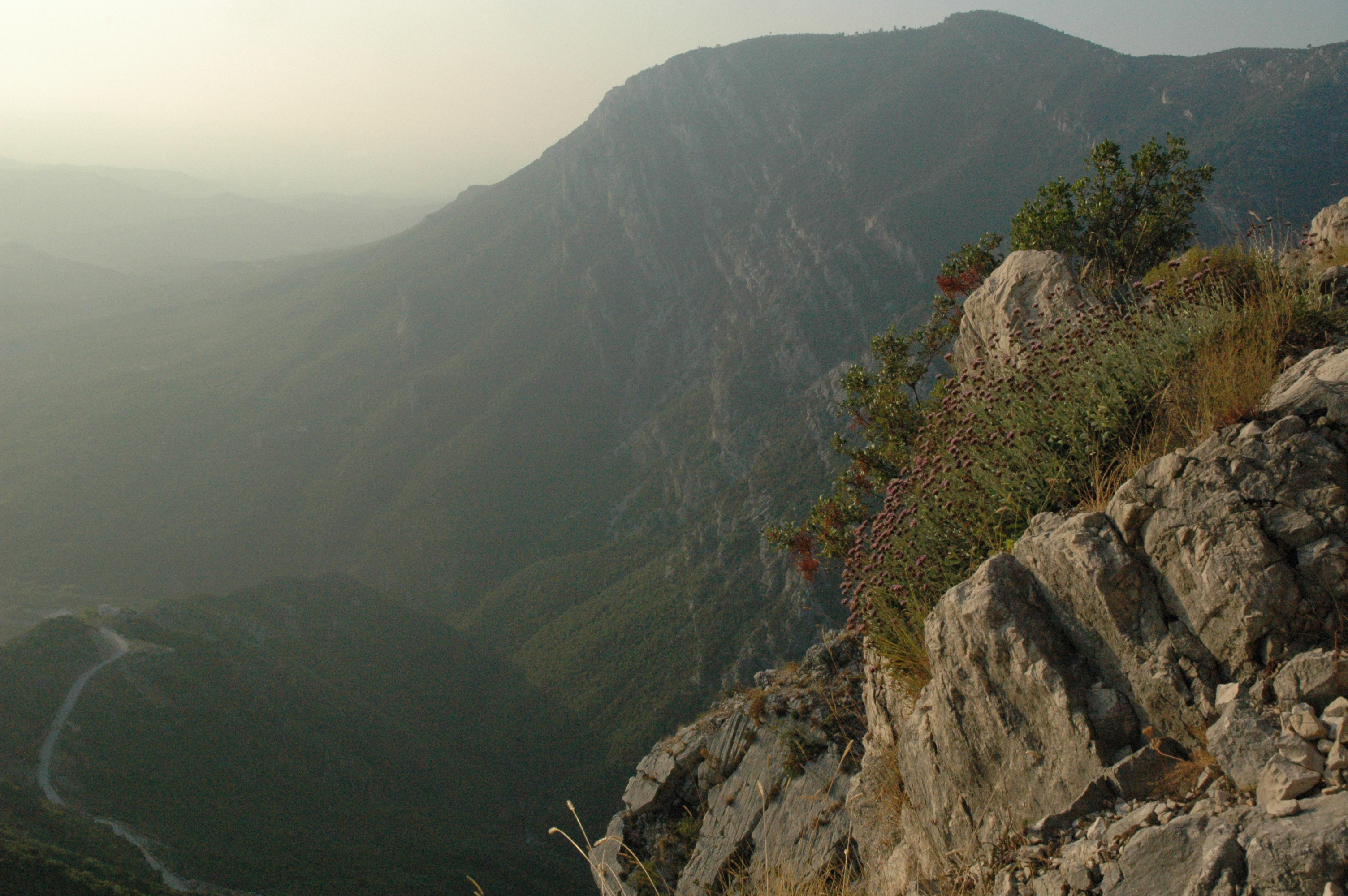
I monti del centro d'Albania, vicino Croia

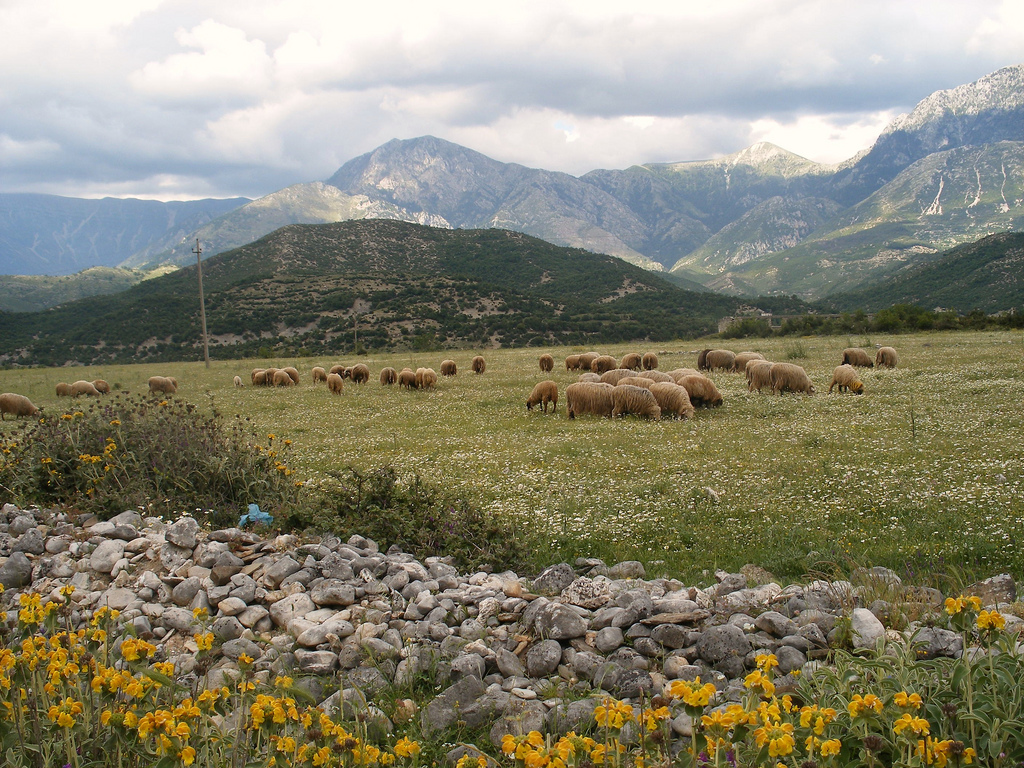
Pianura nelle Alpi albanesi

Il territorio è formato da una piccola porzione di terreno pianeggiante e agricolo, mentre la gran parte del territorio è collinare, montuoso e molto impervio. La vetta più alta è il Monte Korab, che confina con la Macedonia del Nord e raggiunge i 2764 m di altezza. Il clima nell'entroterra è principalmente di tipo continentale, mentre la fascia costiera è caratterizzata da un clima mediterraneo.

#### Coste

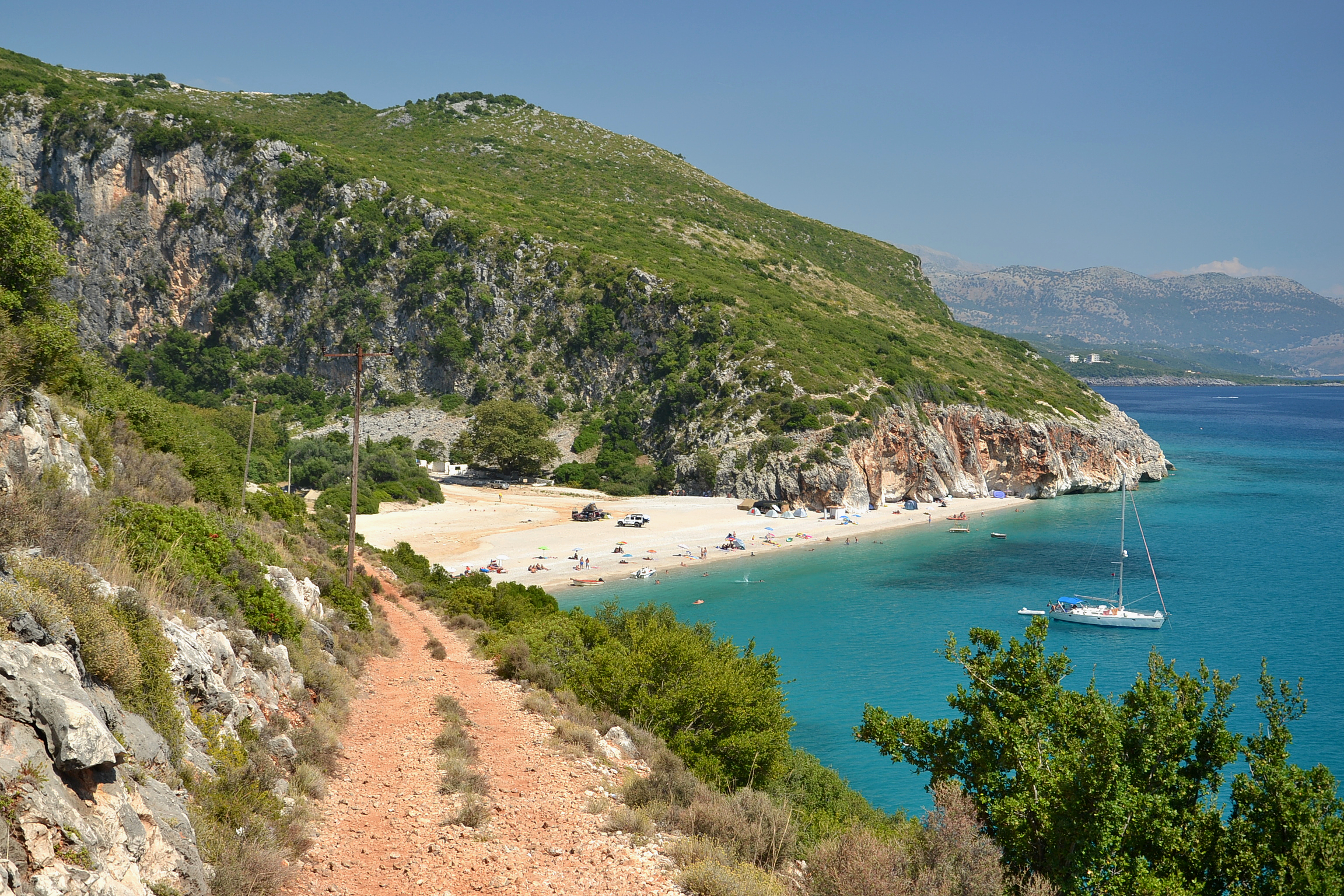
La riviera albanese

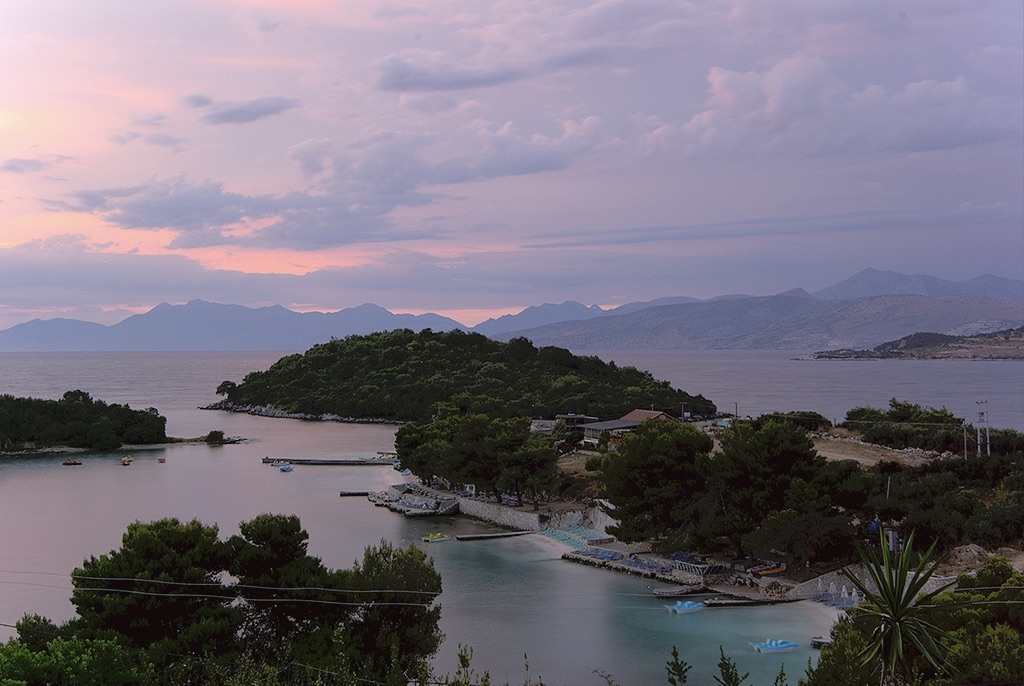
Spiaggia a Ksamil

Le sue coste, bagnate dal Mare Adriatico, misurano in totale 427 km. Le pianure occidentali si affacciano sul mare, in particolare sul Canale d'Otranto, che separa l'Albania dalla Puglia; in tale canale l'estremo oriente del Salento costituito da Capo d'Otranto dista dalle coste albanesi circa 72 km.

#### Fiumi
I fiumi più importanti sono il Drin, la Voiussa, il Seman e lo Shkumbin.

#### Laghi
I laghi dell'Albania sono tre: il lago di Scutari, Ocrida e Prespa.
Il lago di Scutari costituisce confine con il Montenegro, il lago di Ocrida costituisce confine con la Macedonia del Nord, e il lago di Prespa con la Macedonia del Nord e con la Grecia.

### Clima
Trovandosi ad una latitudine soggetta a diverse caratteristiche climatiche durante le stagioni estiva e invernale, e avendo la costa affacciata sui mari Adriatico e Ionio e le regioni montuose appoggiate all'elevata massa dei Balcani, l'Albania ha un elevato numero di regioni climatiche considerata la sua modesta superficie.
Le pianure litoranee hanno tipicamente un clima mediterraneo, le regioni montuose hanno un clima continentale. Sia nelle pianure che nell'interno, il clima varia marcatamente da nord a sud. Le pianure hanno inverni miti, con una temperatura media di 7 °C. D'estate la temperatura media è di 24 °C con un'alta percentuale di umidità. Nelle pianure del sud, le temperature medie sono di circa cinque gradi più alte durante tutto l'anno. La differenza è più marcata durante l'estate.
Latitudine e longitudine
- Nord: Malësi e Madhe (42°39′55″N 19°43′57″E)
- Sud: Saranda (39°38′54″N 20°12′52″E)
- Ovest: isola di Saseno, Valona (40°30′35″N 19°16′32″E)
  - Terraferma: Valona (40°25′33″N 19°18′30″E)
- Est: Distretto di Devoll (40°37′52″N 21°04′06″E)

Altitudine
- Massimo: picco Korab, Monte Korab, (2764 m)
- Minimo: Mare Adriatico, 0 m

Centri abitati
- Nord: Seferaj
- Sud: Konispol
- Ovest: Orikum
- Est: Kapshticë

## Società

### Lingue

I territori etnico-linguistici e dialettali albanesi

La lingua ufficiale in Albania è l'albanese (nome nativo Gjuha Shqipe /ˈɟuˌha ˈʃciˌpɛ/, storicamente gluha arbëreshe), parlata in Albania da poco meno di 3 milioni di persone.
Storicamente l'albanese è parlato da comunità costituenti minoranze linguistiche di vecchia data in Croazia, Bulgaria, Romania, Crimea, Turchia, Egitto, Italia (l'arbëreshe, parlato in zone dell'Italia meridionale e in Sicilia). Per via delle migrazioni più recenti del XX secolo l'albanese ha numerosi locutori sparsi in Europa e nelle Americhe.
L'albanese costituisce un gruppo a parte della famiglia linguistica indoeuropea. Alcuni studiosi suggeriscono che sia l'unico sopravvissuto del gruppo illirico parlato un tempo nella penisola sud-orientale dell'Europa. Altri suggeriscono che possa essere imparentato più con l'antico daco, un tempo parlato in Mesia e in Dacia (Romania).
Una piccola parte della popolazione dell'estremo sud parla il greco moderno. Una minoranza linguistica nell'est parla il macedone e un'altra minoranza linguistica nel nord-ovest parla il serbo (dialetto iekavo) e l'arumeno. Le lingue straniere più conosciute sono l'italiano, parlato dal 40-50% della popolazione, e l'inglese, parlato da circa il 40%.

### Etnie

Andamento demografico dal 1960 al 2017

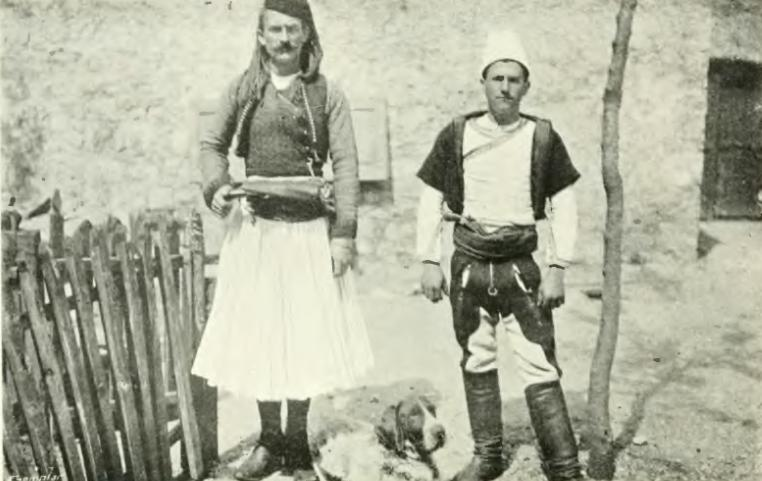
Tipi di costumi albanesi a Scutari agli inizi del XX secolo

Composizione etnica (secondo una stima del 2012):
- albanesi: 98%,
- greci: 1%,[53][57]
- Altri (arumeni, rom, serbi, macedoni, montenegrini, armeni) 1%.

Secondo altre fonti, nel 1989 la popolazione vivente in Albania di origine greca oscillava dall'1% (statistiche ufficiali del governo albanese) al 12% (statistiche di una organizzazione greca). Esistono inoltre altre minoranze quali i bosniaci musulmani, gli Ashkali detti anche Egiziani albanesi, i Valacchi (o Arumeni), i Gorani, e i Rom. Vi sono anche una piccola comunità armena, e una ebraica a Tirana.
La diaspora albanese, avvenuta col definitivo controllo turco-ottomano dei territori abitati dagli albanesi, ha riguardato molti paesi e in particolare l'Italia. Si calcola che la più antica e massiccia migrazione fu quella che riguardò un cospicuo gruppo di famiglie (fis) e interi villaggi (katund) e città (qytez o horë) che esuli dalle diverse parti d'Albania, specialmente l'Epiro, così come la Morea e l'Attica, si rifugiarono nel Regno di Napoli e nella Repubblica di Venezia. I loro discendenti sono gli albanesi d'Italia (arbëreshët), che conservano ancora lingua, rito religioso, usi e costumi d'origine, e vive dislocata in un'area geografica (Arbëria) sparsa in sette regioni del sud Italia (soprattutto in Calabria e in Sicilia, così come in Molise, Basilicata, Puglia, Campania ed Abruzzo).

### Religione

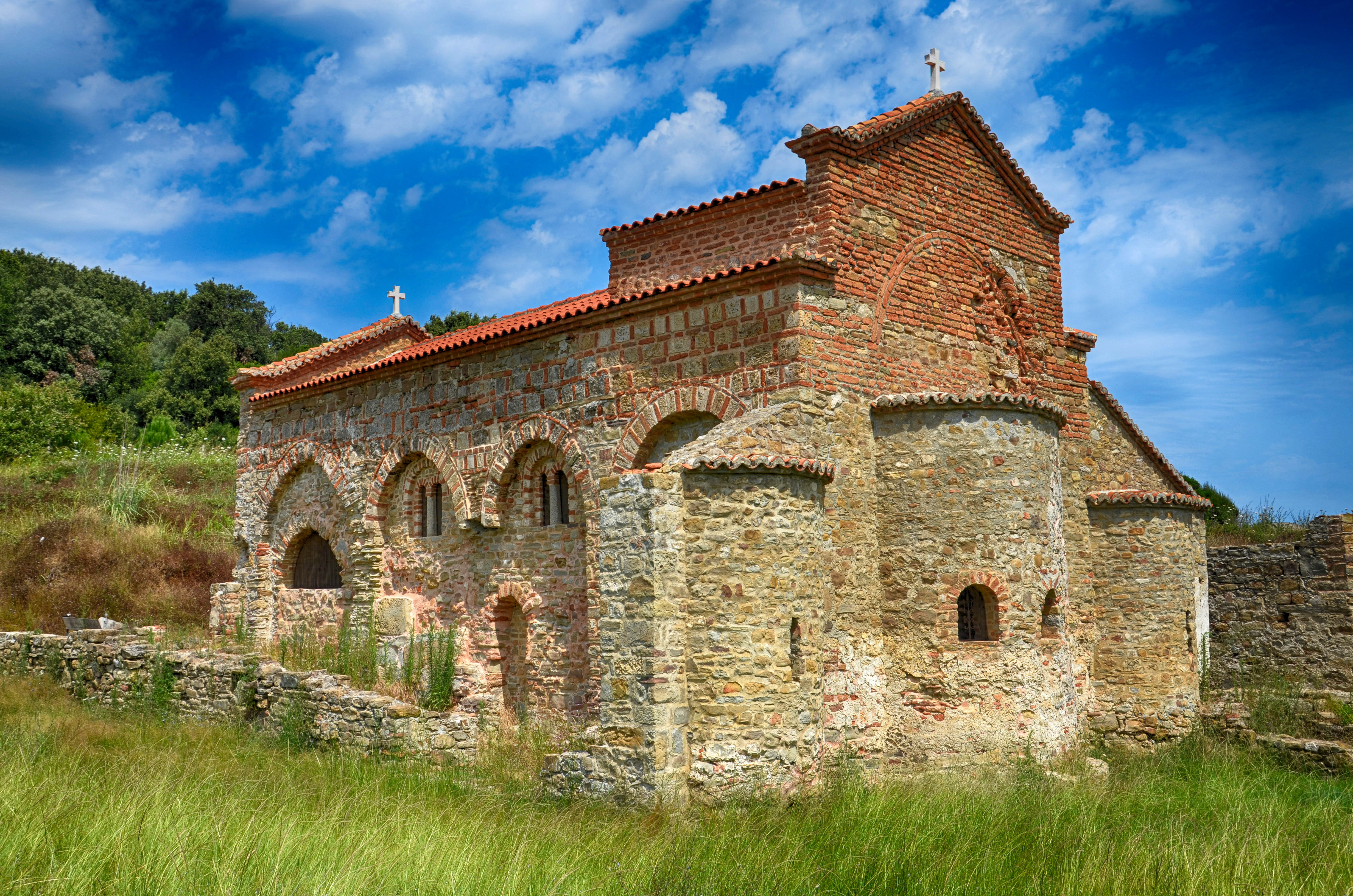
Antica chiesa cattolica di Sant'Antonio a Rodon, Durazzo

Nel periodo 1967-1990, durante il regime nazional-comunista di Enver Hoxha, tutte le religioni erano proibite per legge in quanto l'ateismo di Stato era stato assunto a principio costituzionale e imposto con la forza. Nel 1976, nella Costituzione albanese, l'Albania si proclamava atea. Oggigiorno è stata ristabilita la libertà di culto. La Costituzione del 1998, all'articolo 10, afferma la laicità dello Stato e sancisce l'uguaglianza dei vari culti. Inoltre, l'articolo 3 pone la coesistenza religiosa tra i principi fondanti dello Stato. Lo Stato riconosce come giorni festivi le feste delle quattro confessioni tradizionali, ovvero le comunità che registrano una presenza storica nel paese.
Le religioni più praticate in Albania sono l'islam e il cristianesimo. Nella storia dello Stato non si sono registrati particolari fenomeni di estremismo religioso e le varie confessioni normalmente convivono senza problemi. Il matrimonio interreligioso è da secoli considerato socialmente accettabile. Il Dipartimento di Stato americano stima nel 25/40% la parte della popolazione che partecipa attivamente alle funzioni religiose.

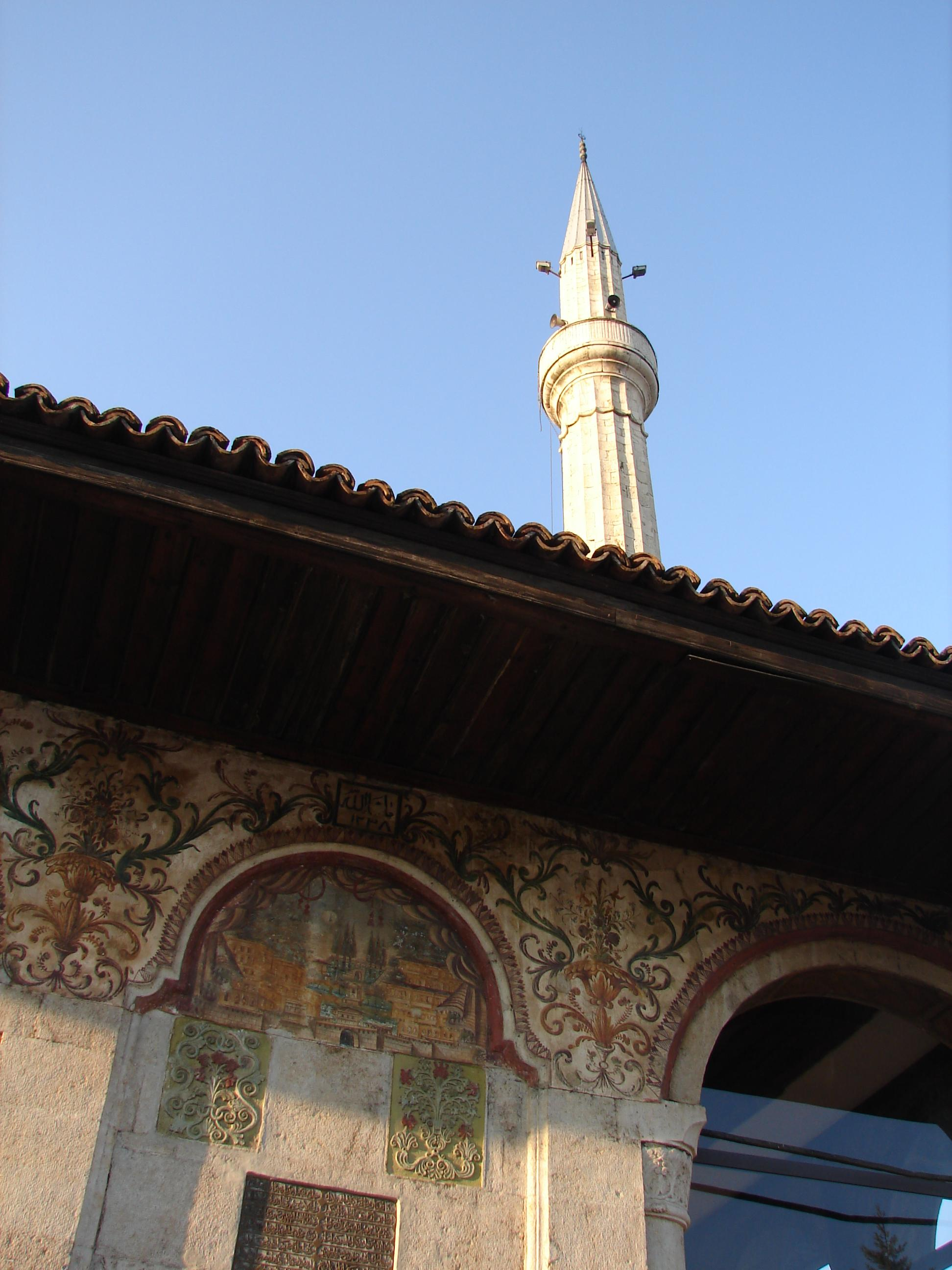
Moschea Ethem Bey a Tirana

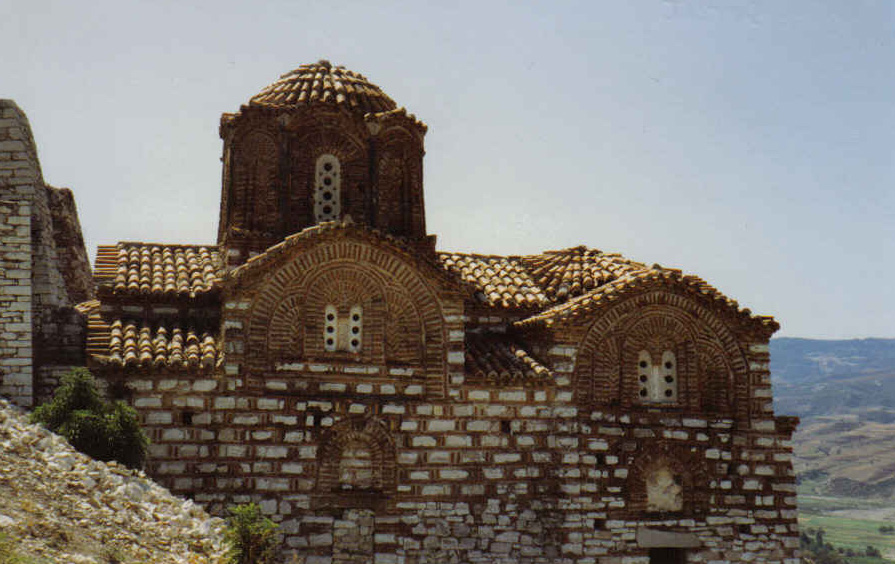
Antica chiesa bizantina della Santa Trinità a Berat

Secondo il censimento del 2011, la popolazione era costituita da un 58,8% di musulmani (56,7% seguaci del sunnismo e 2,1% del bektashismo), un 16,7% di cristiani (10% cattolici e 6,7% ortodossi), mentre il 13,8% della popolazione non aveva risposto, il 5,5% si dichiaravano credenti senza religione, il 2,5% atei, e lo 0,2% seguaci di altre religioni.
Secondo il censimento del 2023, la popolazione era costituita da un 50,5% di musulmani (45,7% seguaci del sunnismo e 4,8% del bektashismo), un 15,6% di cristiani (8,4% cattolici e 7,2% ortodossi), mentre il 19,4% della popolazione si dichiaravano credenti senza religione, il 10% non aveva risposto, il 4% si dichiaravano atei, e lo 0,5% seguaci di altre religioni.
Il numero totale delle confessioni religiose registrate è di 245 (189 cristiane e 56 islamiche od orientali). La mappa religiosa ha mantenuto nel tempo la distribuzione storica. I cattolici si trovano principalmente nell'Albania del Nord, i musulmani hanno una zona più ampia con forte presenza nelle zone centrali e rurali, mentre gli ortodossi appaiono nelle zone meridionali del Paese dove è stata forte in passato la presenza della chiesa cattolica di rito greco. La migrazione interna intanto ha fatto sì che si creassero molte zone dove la popolazione includa più comunità religiose e confessioni.
Per quanto riguarda le comunità cristiane, il problema principale è la mancanza di sacerdoti e di suore di nazionalità albanese nei diversi ordini religiosi. Un problema di natura giuridica è invece la restituzione delle proprietà immobiliari degli ordini religiosi in Albania, confiscate dai governi durante il regime comunista. Tuttavia, in un accordo con la Santa Sede del 2002, il governo albanese si è impegnato a ripristinare le proprietà della Chiesa cattolica (Articolo 9).

#### Storia religiosa
Gli abitanti dell'antico territorio d'Illiria praticavano riti pagani e credevano nei miti della guerra, della natura e degli animali. Due figure importanti dell'antica mitologia e religione albanese sono Drangùe, ossia una figura divina alata semi-umana e protettore dell'umanità, associata al tempo e alle tempeste, che lotta e combatte contro Kulshendra, enorme demone e drago serpentino femminile con diverse teste responsabile dei disastri contro l'umanità. Il cristianesimo si diffuse nelle terre illiriche durante il I secolo. San Paolo scrisse di aver predicato anche nelle province romane dell'Illiria, e le Sacre Scritture narrano di una sua visita a Durazzo: l'apostolo conobbe l'Albania grazie ai suoi viaggi via terra dalla Giudea a Roma, durante i quali ci si imbarcava a Durazzo per raggiungere la penisola italiana.
L'opera di cristianizzazione fu portata avanti, in seguito, anche dai missionari cristiani attraverso l'antica Via Egnatia e il territorio dell'antica Illiria, dove si fondano le prime comunità e chiese cristiane illiriche. In alcune città costiere del territorio dell'Albania sorsero anche alcune piccole comunità ebraiche. Le comunità cristiane rimasero legate alla Chiesa cattolica grazie alla presenza di capi spirituali e alla volontà dei principi albanesi dei clan degli Arianiti, Kastrioti, Balshaj, Topiaj, Gjon Markaj, Dukagjini, e Muzakaj.
In seguito alla divisione dell'Impero romano in Impero d'Oriente (bizantino) e Impero d'Occidente nel 395, l'Albania venne posta sotto la giurisdizione dall'Impero d'Oriente, ma in termini ecclesiastici rimase dipendente da Roma. Nel 732 l'imperatore bizantino, Leone l'Isaurico, assoggettò l'area al Patriarcato di Costantinopoli. Per secoli l'Albania divenne arena delle lotte ecclesiastiche tra Roma e Costantinopoli. Molti degli albanesi gheghi che vivevano a nord del fiume Shkumbini (area comprendente l'odierna Durazzo-Apollonia-Elbasan fino a Korca e l'area di Scutari, la pianura compresa fra il Mare Adriatico e il lago di Scutari) erano cattolici di tradizione latina, mentre gli albanesi toschi che vivevano fra le regioni montuose del sud-est e le regioni sud-occidentali a sud del fiume Shkumbini praticavano il rito greco-bizantino, seppur in comunione con la Santa Sede. La comunità cristiana greco-cattolica, sotto il regime politico-militare dell'Impero bizantino, si divise, e parte di essa passò sotto l'autorità di Costantinopoli.
In seguito all'invasione dell'Impero ottomano, avvenuta nel 1478, ebbe inizio una lenta conversione all'islam del popolo albanese, favorita specialmente dai vantaggi sociali ed economici che la nuova religione assicurava all'interno della società ottomana. Una consistente minoranza, tuttavia, continuò a praticare il cristianesimo in segreto in modo da evitare le pesanti tassazioni che erano previste per coloro che non accettavano l'islam come religione.
Nel 1912 gli albanesi riuscirono a divenire indipendenti e, dopo un breve regno, durato fino al 1939, e l'occupazione italiana, si instaurò un regime a carattere comunista che impose l'ateismo di Stato e proibì ogni attività religiosa. In seguito alla caduta del regime la pratica delle religioni è tornata legale e tuttora esistono nel Paese due grandi comunità musulmane e cristiane, e altre minoranze. Le diverse religioni, a differenza di altri paesi, hanno sempre convissuto pacificamente.

### Il Kanun
Il Kanun è il codice d'onore che sancisce i principi della vita di un albanese: secondo la tradizione bisogna assolutamente avere a cuore l'accoglienza dello straniero, l'onore e la vendetta. Il Kanun specie nel nord dell'Albania ancora oggi è causa di numerosi omicidi e faide familiari: per questo il governo da decenni sta cercando di eliminare il Kanun.

## Ordinamento dello Stato

### Il parlamento
Il sistema politico dell'Albania si basa sulla divisione del potere legislativo, esecutivo e giudiziario. Il potere legislativo è esercitato dal parlamento unicamerale, l'Assemblea di Albania, composto da 140 deputati (uno ogni circa 25 000 persone), eletti secondo un sistema semi-proporzionale, ogni 4 anni, in base alle 12 contee in cui è diviso lo Stato. Un progetto di legge può essere proposto da un membro dell'Assemblea, oppure da qualsiasi cittadino che raccolga 20 000 firme di votanti. In altri casi di importanza nazionale, una raccolta di 50 000 firme concede l'ultima parola ad un referendum.
Ottenuta l'approvazione dal Parlamento, il progetto di legge viene indirizzato al Presidente della Repubblica, il quale ha il diritto di veto, con la dovuta giustificazione, e può rimandare la legge in una seconda votazione, o coinvolgere la Corte costituzionale, che ne stabilisce la legittimità, nel caso il capo dello Stato ritenga che la Costituzione sia stata violata. La Costituzione dell'Albania, attualmente in vigore, è stata adottata ufficialmente il 28 novembre 1998, dopo l'esito di un referendum. Nel 1997 l'Albania è stata riaffermata, con circa il 65% dei voti, repubblica parlamentare, da un referendum che aspirava alla creazione di una monarchia parlamentare.

### Presidente

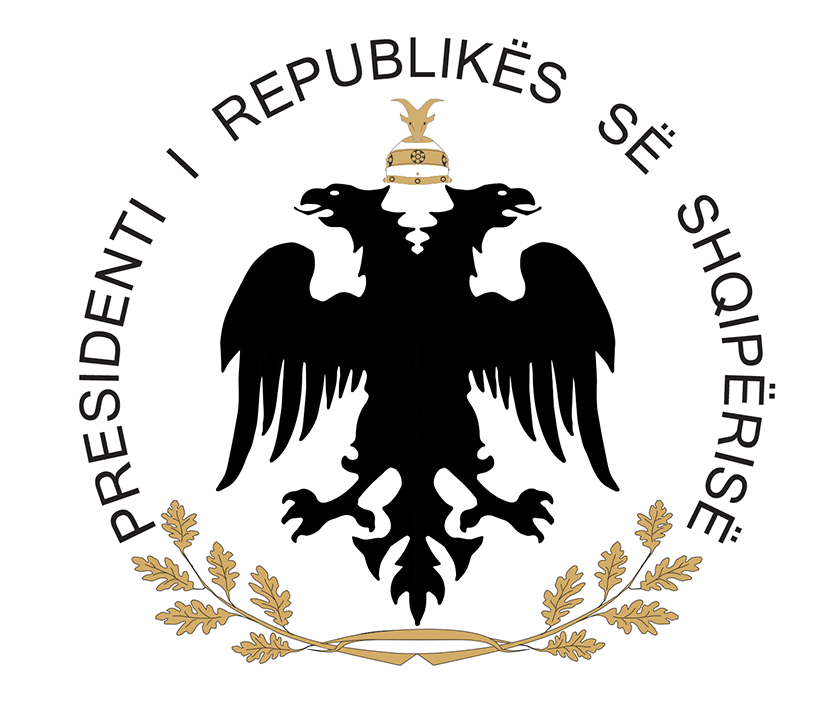
Stemma presidenziale

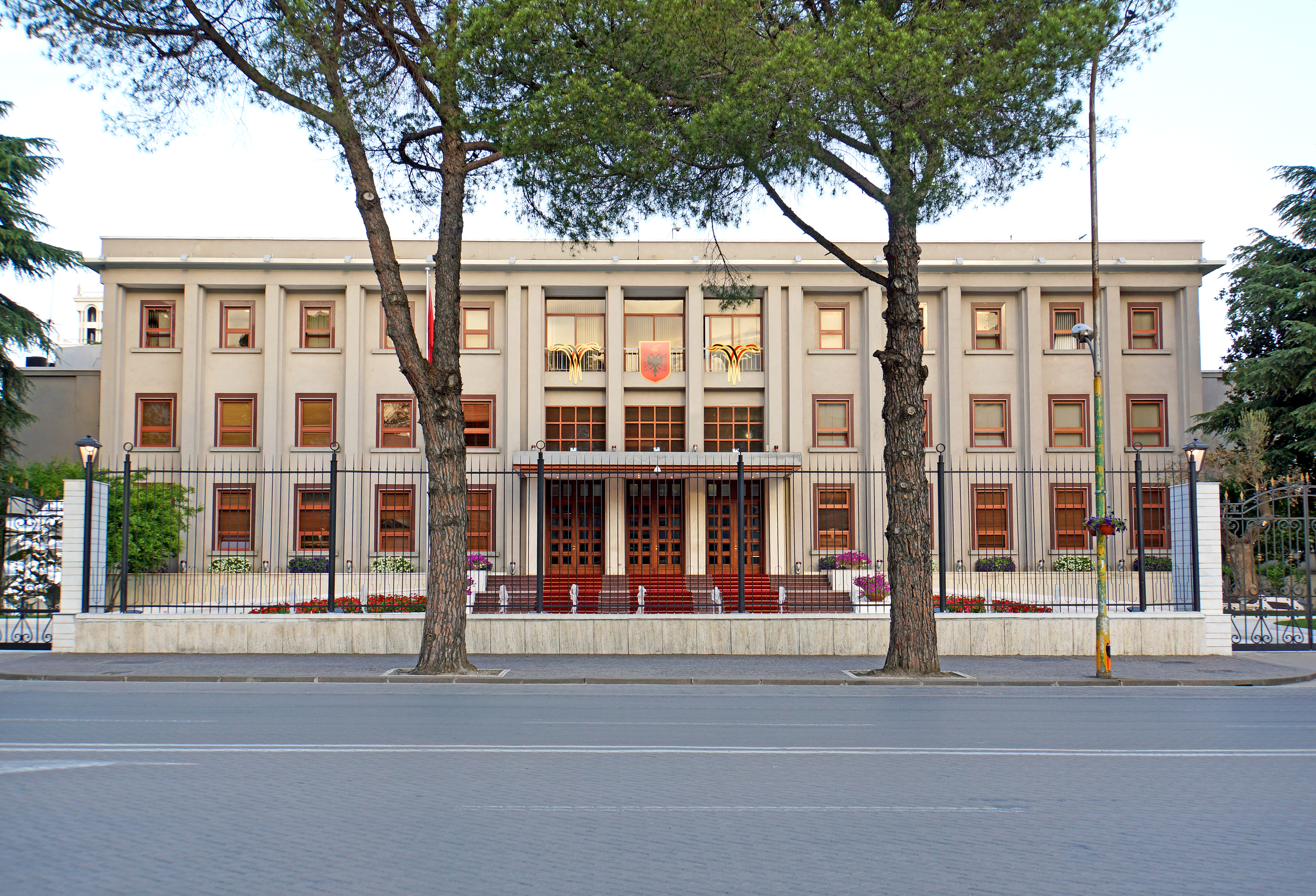
Palazzo presidenziale

Capo di Stato dell'Albania è il Presidente della Repubblica eletto ogni cinque anni con i tre quinti dei voti dell'Assemblea (Kuvendi) a scrutinio segreto.
Il presidente in carica è Bajram Begaj, in carica dal 24 luglio 2022.
Il Presidente ha il potere di garantire il rispetto della costituzione e di tutte le leggi, manda messaggi all'Assemblea e altri organi statali, opera come Comandante Supremo delle Forze Armate (mosse con la fiducia del parlamento), e altri poteri, in maggior parte formali e cerimoniali.
Il Presidente, con la proposta del leader del partito o coalizione di partiti che detiene la maggioranza nell'Assemblea, nomina il Primo Ministro, il quale propone al Presidente i membri del Consiglio dei ministri. L'intero Consiglio poi viene approvato dal voto dell'Assemblea.

### Il governo
Il potere esecutivo viene esercitato dal Consiglio dei ministri. Il presidente del Consiglio è nominato dal Presidente; i ministri sono anch'essi nominati dal Presidente sulla base di raccomandazioni del Primo Ministro. L'Assemblea del Parlamento dà l'approvazione definitiva alla composizione del Consiglio. Il Consiglio è responsabile sia della politica interna che esterna. Dirige e controlla l'attività dei Ministeri e di altri organi dello Stato.

### Ordinamento scolastico e il sistema universitario
In Albania ci sono università di diritto pubblico statali e private che sono nella fase di sviluppo dei curricula accademici per il riconoscimento del titolo di studio con ECTS European Credit Transfer System, con obiettivo l'integrazione nel sistema accademico e universitario dell'Unione Europea, secondo il processo della dichiarazione di Bologna.
Molte hanno sedi a Tirana, come l'Università di Tirana, la prima università fondata in Albania, nel 1957, (in precedenza "Università statale di Tirana" e "Università di Tirana Enver Hoxha"), l'Università Politecnica di Tirana, l'Università statale Agraria, Accademia statale delle Belle Arti e della Musica, l'Università dello Sport (Istituto statale unico per la Ricerca in Medicina Sportiva, l'Educazione Fisica e per lo Sport), l'Università statale degli Studi Militari, l'Accademia statale della Polizia, le due ultime in collaborazione (per la riforma dei curricula accademici) con le strutture di formazione della NATO, PAMECA (missione dell'Unione Europea in Albania), e con specializzazioni nelle accademie dell'Esercito Italiano e Carabinieri in Italia.
Altre sedi universitarie pubbliche sono nelle principali città: Scutari, Durazzo (Università Aleksandër Moisiu), Elbasan, Korca, Valona e Argirocastro.
L'Università di Dyrrachium (Universiteti Mesjetar i Durrësit o Università Medievale di Durazzo), stabilita verso il 1380 - la prima università medievale nei Balcani - può rappresentare ancora oggi un riferimento universitario storico dell'Albania nel medioevo.
Ci sono 35 università private costituite come Società a responsabilità limitata (S.r.l.); di queste (S.r.l.), 10 sono proprietà di investitori privati albanesi, 1 turco, 2 greco-cipriota, 1 greco-americana, 1 italiana di educazione a distanza (e-learning). L'offerta delle università private in Albania è invece maggiormente concentrata sulle facoltà di economia finanziaria e commercio, giurisprudenza, medicina, odontoiatria, ingegneria elettronica, edile e architettura.

### Sistema sanitario
Il servizio sanitario base in Albania viene effettuato dai medici di famiglia, i quali coprono un'unità amministrativa. Questo servizio viene offerto nei cosiddetti ambulatori, che corrispondono ad un unico quartiere. Il medico di famiglia possiede le cartelle mediche con dati sulle malattie e la condizione di salute delle persone di età sopra i quattordici anni, invece i minori vengono seguiti dai pediatri e anche loro negli ambulatori. Nei casi particolari in cui i pazienti non possono essere portati in ambulatorio, per motivi di salute, il servizio viene erogato nel loro domicilio.
Questo modo di fornire il servizio sanitario pubblico in Albania, tramite il medico di famiglia, è relativamente nuovo ed è cominciato negli anni novanta, dopo i cambiamenti democratici nel paese. Il medico di famiglia tratta i cittadini secondo lo schema dettato dall'Istituto delle Assicurazioni della Salute Pubblica, ossia effettua le visite mediche su richiesta del paziente, rilascia ricette mensili per i malati cronici e inoltre indirizza i pazienti verso gli specialisti se bisognosi di visite più accurate. I medici specialisti sono raggruppati in ambulatori particolari, che coprono due o tre unità amministrative e non sono ancora stati inclusi nello schema dell'Istituto delle Assicurazioni, infatti vengono pagati dal Ministero della Salute.
Il servizio medico, per tutti i cittadini non assicurati, viene effettuato lo stesso dai medici di famiglia, sotto il compenso di circa 1,6 euro per visita medica, che va poi consegnato all'Istituto delle Assicurazioni. Si pensi che ogni medico offre servizi a circa 2 000 persone, dei quali solo un certo numero è assicurato e gli altri invece sono disoccupati o sotto l'età minima per lavorare, e in base al numero di assistiti riceve un aumento insignificante sullo stipendio.
Per i pensionati, e alcune altre categorie, i medicamenti vengono rimborsati al 100%, questa scelta rischiò di portare negli anni passati al fallimento dello schema dettato dall'Istituto delle Assicurazioni che però si riuscì a salvare grazie all'intervento di numerosi fondi del budget pubblico. Tale schema però funziona a malapena, cosa che tra l'altro viene riflessa anche nella qualità dei servizi offerti agli assicurati e nel bassissimo stipendio dei medici di famiglia, i quali, ad esempio, con 25/30 anni di esperienza, ricevono non più di 250 euro mensili.
Si sta parlando di una riforma totale del servizio base di salute in Albania, che si pensa possa riuscire a portarlo a livelli confrontabili a quelli dei paesi più sviluppati dell'Europa, ma niente di concreto è stato fatto. Da un paio di anni, il governo sta investendo notevolmente sulle strutture sanitarie del paese cercando di adeguarle agli standard europei ed il miglioramento è notevole. Nonostante ciò, il sistema sanitario statale soffre ancora di mancanze di tipo materiale e organizzativo nelle zone più arretrate del paese.

### Forze armate

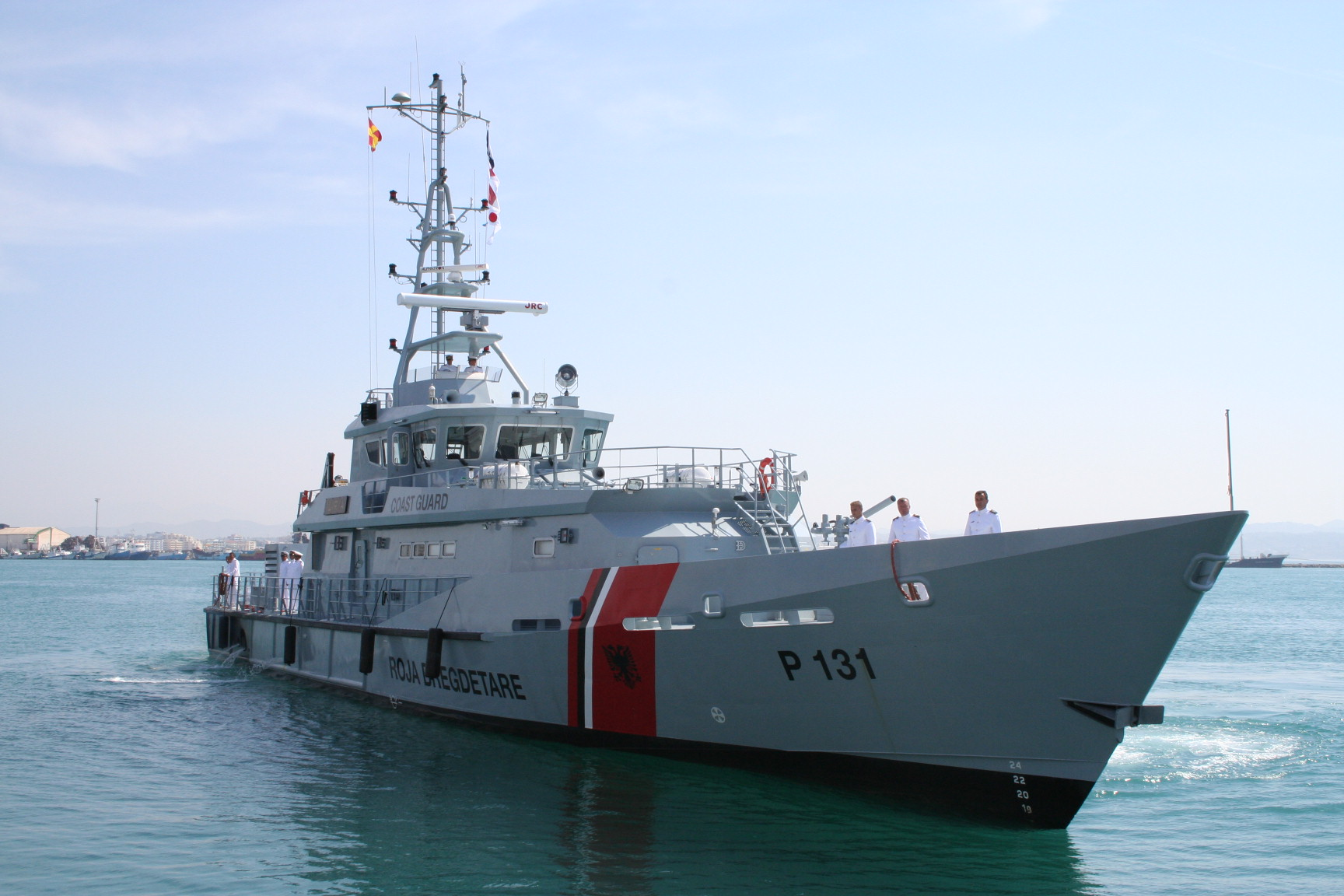
Guardacoste Damen Stan, Tipo 4207.

Le forze armate albanesi sono supervisionate dal Quartier Generale dello Stato Maggiore e consistono in forze armate di terra (esercito), commando forza navale (marina), difesa aerea, commando di dottrina e formazione e commando logistico. Nel 2002 le forze armate albanesi hanno lanciato un programma di riforma di dieci anni sponsorizzato e supervisionato dal Dipartimento della Difesa degli Stati Uniti per perfezionare e modernizzare significativamente le proprie forze armate; l'esercito impiega più di 25 000 soldati. Nell'aprile 2008 l'Albania e la Croazia hanno ricevuto un formale invito di adesione alla NATO e ne sono diventati membri effettivi il 4 aprile 2009.
L'esercito albanese partecipa a missioni di pace sia in Afghanistan, sia in Iraq.

## Politica

### Governo

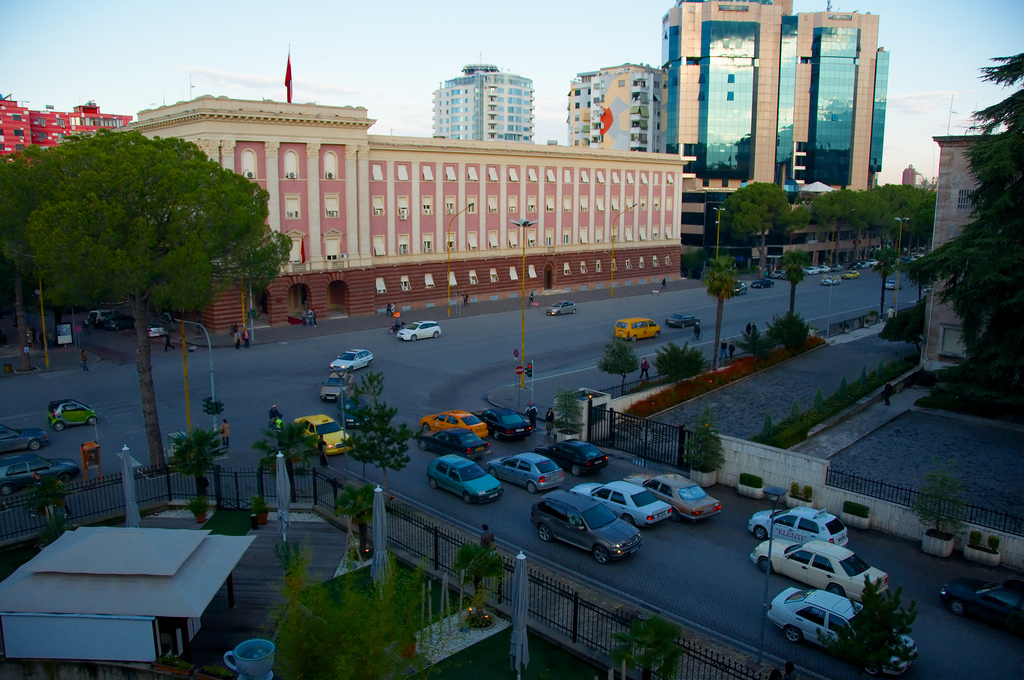
Uffici di Presidenza del Parlamento Albanese

Di seguito l'elenco dei ministri in carica dal 30 luglio 2024, a seguito dell'ultimo rimpasto del terzo governo di Edi Rama.
| Ministro                                                              | Nome               | Partito            |
| --------------------------------------------------------------------- | ------------------ | ------------------ |
| Primo ministro                                                        | Edi Rama           | Partito Socialista |
| Vice primo ministro                                                   | Belinda Balluku    | Partito Socialista |
| Ministro delle infrastrutture e dell'energia                          | Belinda Balluku    | Partito Socialista |
| Ministro per l'Europa e gli affari esteri                             | Igli Hasani        | Partito Socialista |
| Ministro della difesa                                                 | Pirro Vengu        | Indipendente       |
| Ministro dell'interno                                                 | Ervin Hoxha        | Indipendente       |
| Ministro delle finanze                                                | Petrit Malaj       | Indipendente       |
| Ministro della giustizia                                              | Ulsi Manja         | Partito Socialista |
| Ministro dell'istruzione e dello sport                                | Ogerta Manastirliu | Partito Socialista |
| Ministero della salute e della protezione sociale                     | Albana Koçiu       | Partito Socialista |
| Ministro dell'economia, della cultura e dell'innovazione              | Blendi Gonxhja     | Indipendente       |
| Ministro del turismo e dell'ambiente                                  | Mirela Kumbaro     | Partito Socialista |
| Ministro dell'agricoltura e dello sviluppo rurale                     | Anila Denaj        | Partito Socialista |
| Ministro di Stato per le imprese e gli affari climatici               | Delina Ibrahimaj   | Partito Socialista |
| Ministro di Stato per i rapporti con il Parlamento                    | Taulant Balla      | Partito Socialista |
| Ministro di Stato per la pubblica amministrazione e l'anti-corruzione | Adea Pirdeni       | Partito Socialista |
| Ministro di Stato e Capo negoziatore                                  | Majlinda Dhuka     | Partito Socialista |
| Ministro di Stato per il governo locale                               | Arbjan Mazniku     | Partito Socialista |
| Ministro di Stato per la gioventù e l'infanzia                        | Bora Muzhaqi       | Partito Socialista |

### Relazioni con l'Unione europea
L'Albania ha condotto con l'Unione europea il percorso di adesione alla stessa Unione. Negli ultimi anni ha fatto registrare progressi più o meno ampi nel rispetto di tutti i criteri di adesione: democrazia, stato di diritto, economia. Queste le tappe già percorse:
- 12 giugno 2006: firma l'Accordo di Stabilizzazione e Associazione.
- 9 novembre 2006: viene inoltrata presso il Segretariato generale dell'Unione europea alcuni strumenti di ratifica dell'Accordo di Stabilizzazione e Associazione.
- 1º aprile 2009: entra in vigore l'Accordo di Stabilizzazione e Associazione.
- 28 aprile 2009: l'Albania si candida ufficialmente ad entrare nell'UE.
- 16 novembre 2009: l'UE sottopone al vaglio della Commissione europea la richiesta di adesione dell'Albania.
- 15 dicembre 2010: l'UE esenta i cittadini albanesi dall'obbligo di dover presentare i visti di ingresso alla UE.[74]
- 10 ottobre 2012: l'UE concede lo status di paese candidato all'Albania condizionato a riforme ancora incompiute del sistema giudiziario e della legge elettorale.
- 27 giugno 2014: l'Albania diventa ufficialmente un candidato all'UE.
- 19 luglio 2022: il Consiglio europeo approva la decisione del Consiglio: l'Albania diventa ufficialmente candidata all'adesione.
- 15 ottobre 2024: si tiene la seconda conferenza intergovernativa tra UE e Albania e si apre ufficialmente il primo gruppo di capitoli contenenti cinque capitoli (5,18, 23, 24, 32).[75]

### Rapporti con l'Italia
La lingua italiana è la lingua straniera più conosciuta in Albania. Diverse generazioni e gruppi etnici sociali, anche grazie alle trasmissioni dei diversi canali radio televisivi italiani, che raggiungono la maggior parte del territorio albanese via satellite o terrestre, hanno permesso un ampliamento della conoscenza della lingua italiana. I rapporti culturali tra Italia e Albania sono di antica data, non solo per la conoscenza linguistica dell'italiano in Albania, ma soprattutto per la storica presenza della minoranza albanese d'Italia (arbëreshët), che dal XV secolo vive nel Mezzogiorno d'Italia. Negli ultimi anni i progetti culturali fra i due Paesi si intrecciano con maggiore intensità.
Lo studio e la conoscenza dell'italiano è sostenuta, inoltre, dal "Programma Illiria" (convenzione politica ottenuta con accordi bilaterali dei governi italiano e albanese), che offre la possibilità di studiare la lingua italiana a diversi alunni delle scuole pubbliche statali del primo ciclo fino alle medie superiori nelle sessioni bilingue in Albania e a studenti albanesi di studiare anche in Italia. Il programma di Protocollo Scientifico Italia-Albania prevede anche la formazione continua di docenti, professori, insegnanti e traduttori albanesi, anche nell'ambito del Dipartimento di Italianistica della Facoltà delle Lingue Straniere e del Dipartimento di Scienze Pedagogiche e di Psicologia della Facoltà delle Scienze Sociali dell'Università di Tirana.
Altre note riguardo ai rapporti culturali fra Albania e Italia:
- nel 2004 viene istituita l'Università "Nostra Signora del Buon Consiglio", con sede a Tirana ed Elbasan. Ente promotore è un Istituto religioso italiano fondato da padre Luigi Monti. L'Università ha attivato sette corsi di laurea in convenzione con tre Atenei statali italiani (Bari, Roma Tor Vergata e Milano), potendo così rilasciare diplomi validi anche in Italia. Nel 2010 sono 500 i docenti italiani che vi tengono interi corsi, contribuendo a fare di questa iniziativa il più grande progetto culturale-universitario italiano all'estero.[78]
- Nel 2006, nelle scuole pubbliche statali e regionali paritarie in Italia studiano circa 70 000 alunni albanesi.[79]
- nel 2008 nelle università italiane risultavano iscritti più di 11 397 studenti universitari albanesi.[80]
- l'Istituto Italiano di Cultura a Tirana organizza eventi di promozione culturale dedicati all'arte, alla musica e alla letteratura italiana che coinvolgono artisti italiani, europei e albanesi.
- Anche in Italia esiste dal 2011 il Centro di Cultura Albanese che organizza eventi di promozione culturale dedicati all'arte e alla cultura albanese che coinvolgono artisti e intellettuali albanesi e italiani.

### Suddivisione amministrativa

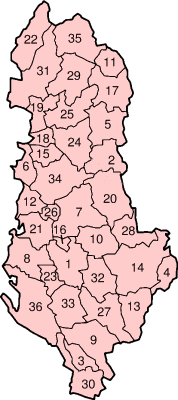
Distretti dell'Albania

L'Albania si articola in 12 prefetture o "contee" (il termine ufficiale è qark/qarku, ma viene usato anche prefekturë/prefektura), a loro volta suddivise in 36 distretti (rrethe in albanese) prive però di rilevanza amministrativa, e 61 comuni.

#### Città principali
La capitale d'Albania è Tirana; altre città principali sono Durazzo (tra le città più antiche), Scutari (spesso considerata la capitale culturale), Elbasan, Coriza, Valona, Argirocastro, Fier, Alessio.
I centri di Dulcigno in Montenegro, Pristina in Kosovo, Skopje, Tetovo e Bitola in Macedonia, Giannina e Arta in Grecia, rimasti fuori dai confini nazionali, sono abitati in gran parte da gente albanese, i quali in diverso modo mantengono contatti con gli albanesi d'Albania e lo Stato schipetaro.

### Confini politici d'Albania

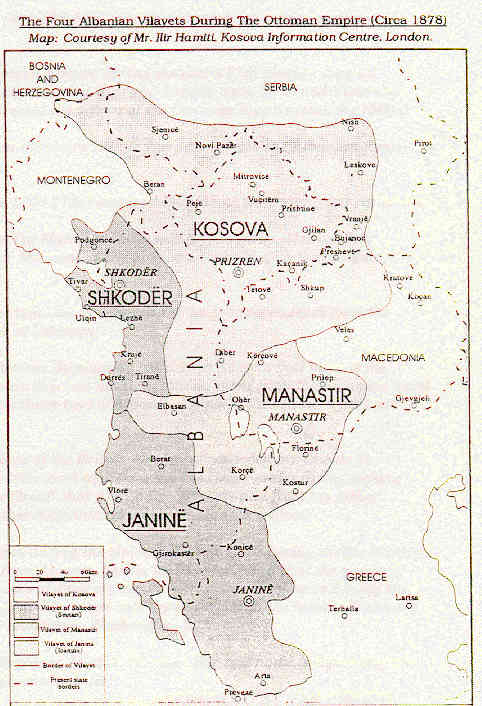
Le quattro provincie albanesi durante l'Impero ottomano (1878)

L'Albania confina con il Montenegro a nord (per 287 km), con il Kosovo e con la Macedonia del Nord a nord-est (151 km), e con la Grecia per 282 km a sud. Ad eccezione della linea costiera, tutti i confini dell'Albania sono convenzionali, stabiliti in linea di principio durante la Conferenza degli Ambasciatori del 1912-1913 a Londra, dopo la proclamazione dell'indipendenza.
La Conferenza degli Ambasciatori lasciò l'Albania con un territorio esiguo in cui viveva solo il 30% degli albanesi, mentre gli ampi territori della Kosova e Ciamuria furono inglobati rispettivamente dalla Serbia e dalla Grecia; in realtà soltanto l'intervento diplomatico dell'Italia, preoccupata dell'influenza slava e greca sull'Adriatico evitò il completo smembramento dello Stato; per questo motivo re Zog I si proclamò Re degli albanesi e non Re d'Albania.
Il paese venne occupato, durante la prima guerra mondiale, dagli eserciti di Italia, Serbia, Grecia e Francia, ma i confini stabiliti nel 1913 furono essenzialmente riaffermati dalle potenze vincitrici nel 1921.

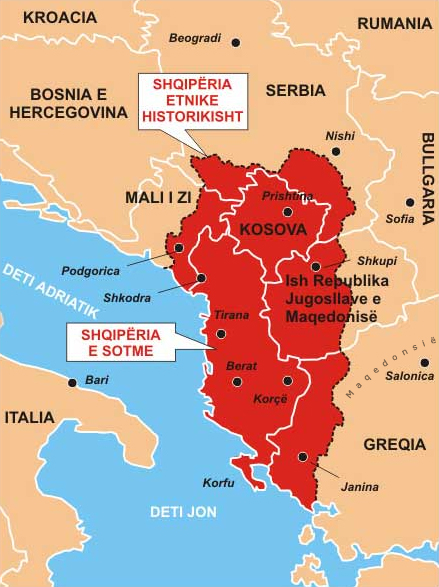
L'Albania comprendente le zone lasciate fuori dai confini nazionali dalla Conferenza di Londra (1912)

Alcune variazioni sono state accordate per salvaguardare le situazioni economiche locali, ad esempio per impedire la separazione di un villaggio dalle sue zone di pascolo o i mercati dalle relative zone di produzione. Le pressioni politiche inoltre furono un fattore importante nelle trattative, ma il risultato fu condizionato dall'approvazione delle Potenze, che avevano interessi più astratti, soprattutto mantenere l'equilibrio delle forze piuttosto che specifiche ambizioni economiche.
Dopo la seconda guerra mondiale la Grecia espulse tutte le comunità albanesi della Ciamuria, accusate di aver appoggiato i fascisti italiani, prendendo pieno controllo del territorio e troncando sul nascere ogni possibile rivendicazione.
La divisione della regione dei laghi fra tre nazioni richiese che ciascuno di essi avesse una parte delle pianure nelle vicinanze. Questa decisione artificiale, una volta presa, condizionò necessariamente i confini settentrionale e meridionale. Il confine che si estende dai laghi generalmente verso nord, sebbene segua le creste delle alture orientali, rimane distante dai 16 ai 32 km dallo spartiacque. Poiché i negoziatori al congresso di Londra si rifiutarono di utilizzare lo spartiacque come confine nordorientale del nuovo Stato dell'Albania, la popolazione albanese del Kosovo fu incorporata nella Serbia.
Nell'estremo nord e nelle regioni montagnose del nordest dell'Albania, il confine segue le creste delle montagne attraverso le in gran parte inaccessibili Alpi Albanesi settentrionali, conosciute localmente come Bjeshkët e Namuna. Per la maggior parte, non esiste un confine naturale dalle alture all'Adriatico, anche se il lago di Scutari (Shkoder) e una parte del corso del fiume Buna a sud del lago sono stati usati per contrassegnare il confine nord-occidentale dell'Albania. A sud e sud-ovest, tra la regione dei laghi e il Mar Ionio, il confine sudorientale del paese non segue lo spartiacque ma attraversa alcune creste montuose.

## Economia
Il sistema socioeconomico dell'Albania è considerato quello di un "Paese in via di sviluppo", secondo la metodologia del Fondo monetario internazionale (IMF) e delle Nazioni Unite (UN). La caduta del regime politico comunista del 1990 è infatti avvenuta più tardi e in modo più caotico rispetto agli altri paesi dell'Europa dell'Est, ed è stata caratterizzata da un massiccio esodo di rifugiati politici ed emigranti economici verso l'Italia e la Grecia nel 1991 e nel 1992. I primi tentativi di riforma cominciarono all'inizio del 1992, dopo che il valore reale del PIL era diminuito di oltre il 50% rispetto al picco del 1989.
A partire dagli anni 2000, però, il paese ha fatto passi da gigante e ha finalizzato in maniera molto soddisfacente la transizione verso un'economia di mercato. Gli investimenti sono in continua crescita, in particolare per il settore energetico.
Albania, Cipro e Polonia sono gli unici paesi in Europa ad aver registrato una crescita economica nel 2010 e nel 2011.
Secondo i dati del 2014 il 18,4% del PIL è prodotto dal settore primario, il 16,3% dal settore secondario mentre il 65,3% dal settore terziario. Dal punto di vista occupazionale, il 21,4% della forza lavoro è impiegata nell'agricoltura, il 28,3% nell'industria e il 50,3% nei servizi.

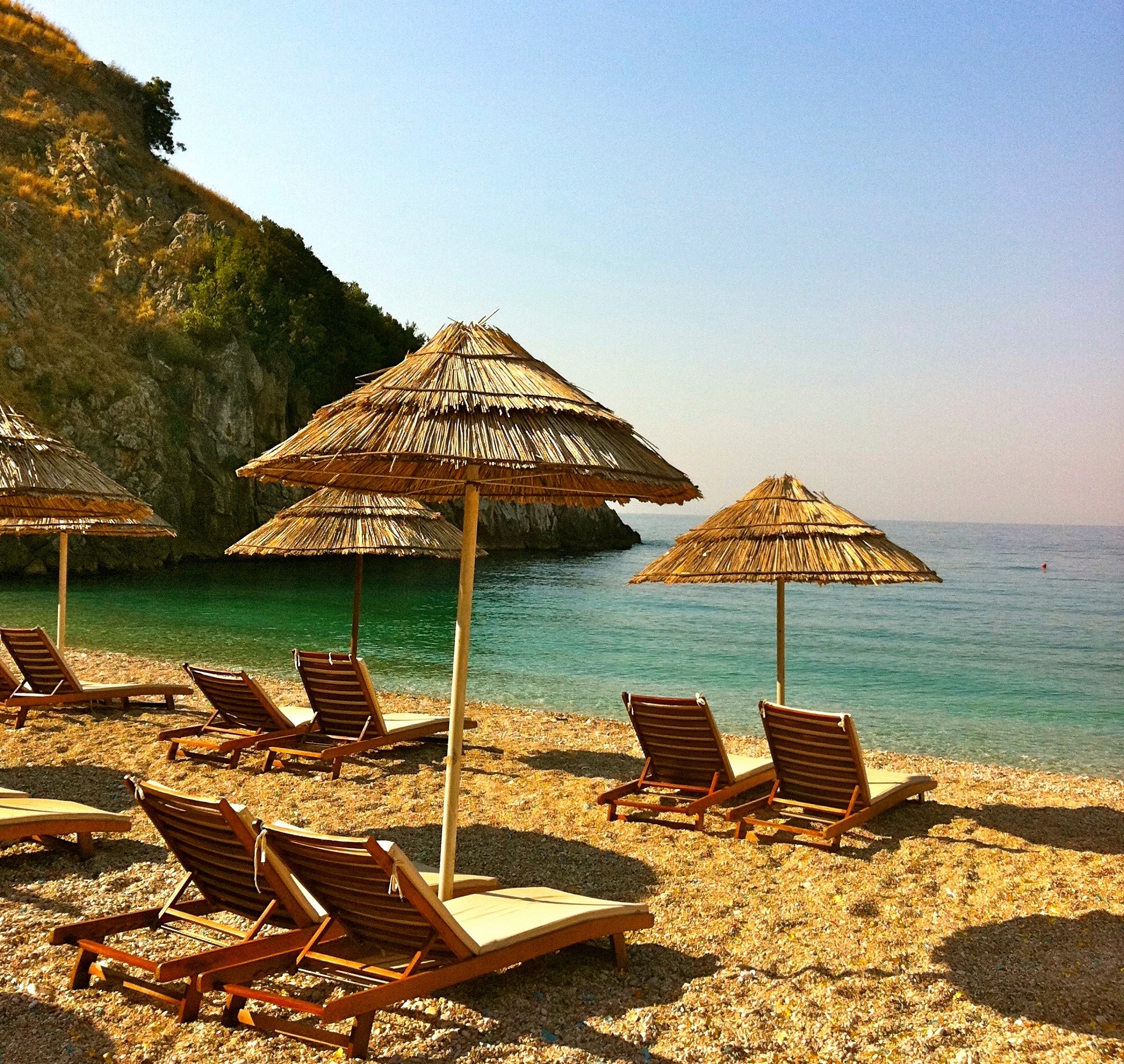
Spiaggia ad Himare

Secondo i dati della Banca Mondiale l'Albania ha registrato una crescita economica per il 2018 dello 4,2% sul PIL.

### Turismo
Una cospicua parte delle entrate nazionali dell'Albania proviene dal turismo. Il turismo, nel 2013, ha rappresentato il 10% del prodotto interno lordo del paese. Nel 2011 l'Albania è stata consigliata come top travel destination dalla rivista Lonely Planet e nel 2014 è stata nominata la 4º destinazione turistica da visitare dal New York Times.
L'aumento del numero dei turisti negli ultimi anni è un dato davvero impressionante, in quanto nel 2005 ammontavano a 500 000 visitatori mentre nel 2012 sono stati circa 4,2 milioni, un aumento quindi del 740% in soli 7 anni. Secondo una ricerca del portale sul turismo e le vacanze in Albania, soltanto nel mese di gennaio 2018 sono entrati nel territorio albanese circa 232 000 visitatori, un aumento del 34,5% rispetto a gennaio 2017. Nel 2023 si è visto sul territorio, l’arrivo di 10 milioni di turisti.
Secondo una dichiarazione del premier Edi Rama, soltanto nel mese di Luglio 2024 sono entrati in Albania più di 1 milione di turisti, cifra che supera di gran lunga il numero dei passeggeri entrati in Albania durante tutto l'anno 2013.

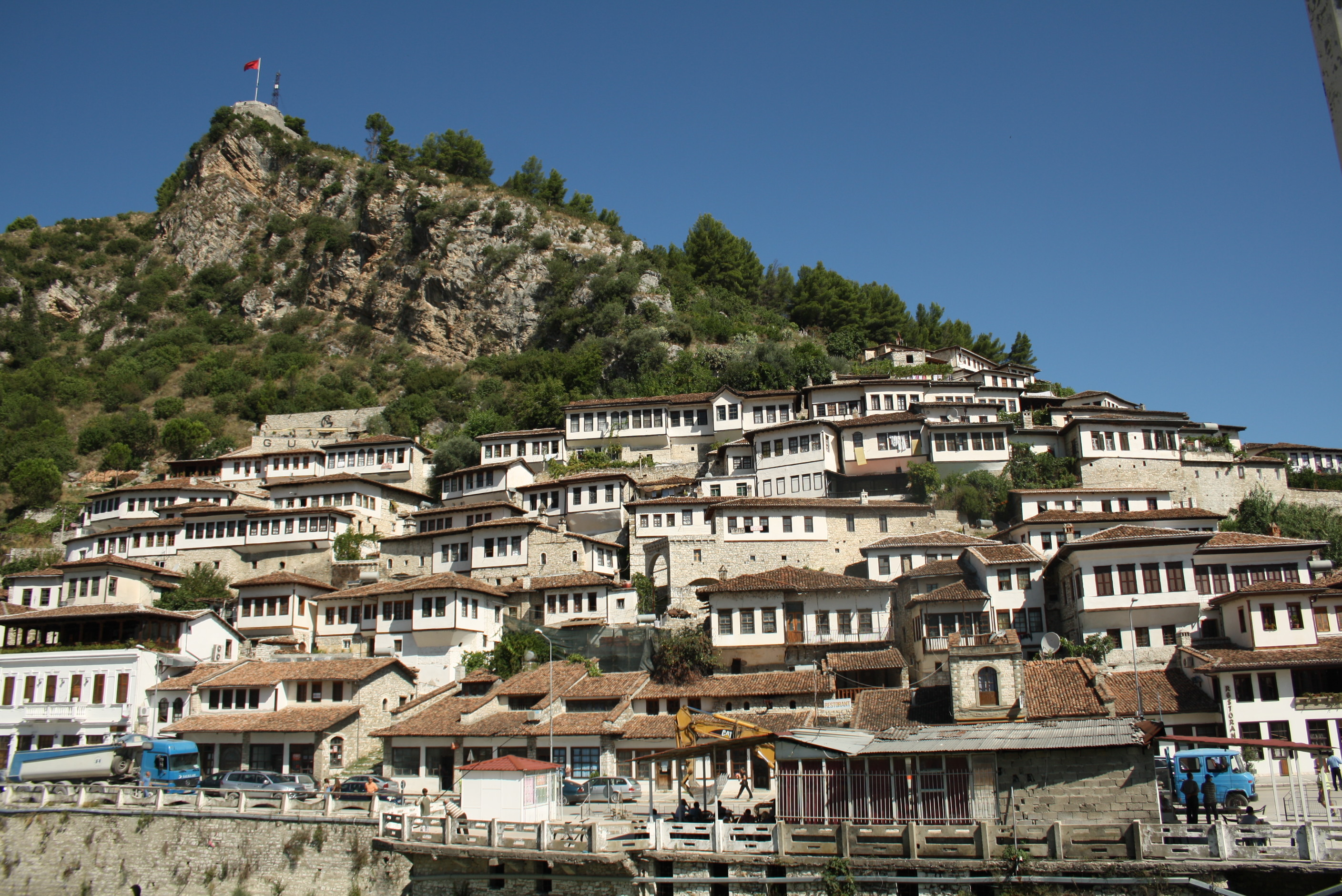
La città Patrimonio dell'umanità di Berat

L'industria del turismo è concentrata prevalentemente lungo la costa Adriatica e Ionica ma anche nelle montagne e nei grandi parchi nazionali del nord del paese. Inoltre, l'Albania ospita diversi siti dell'UNESCO:
- Butrinto, una città Antica
- Argirocastro, una città medievale del periodo ottomano
- Berat, "la città delle mille e uno finestre"

La maggior parte dei turisti proviene da altri paesi dell'est Europa, in particolare dalla Polonia e dalla Repubblica Ceca, ma anche da paesi dell'Europa occidentale, quali Italia, Norvegia, Germania, Austria, Paesi Bassi, Francia e altri.

## Trasporti

### Rete stradale

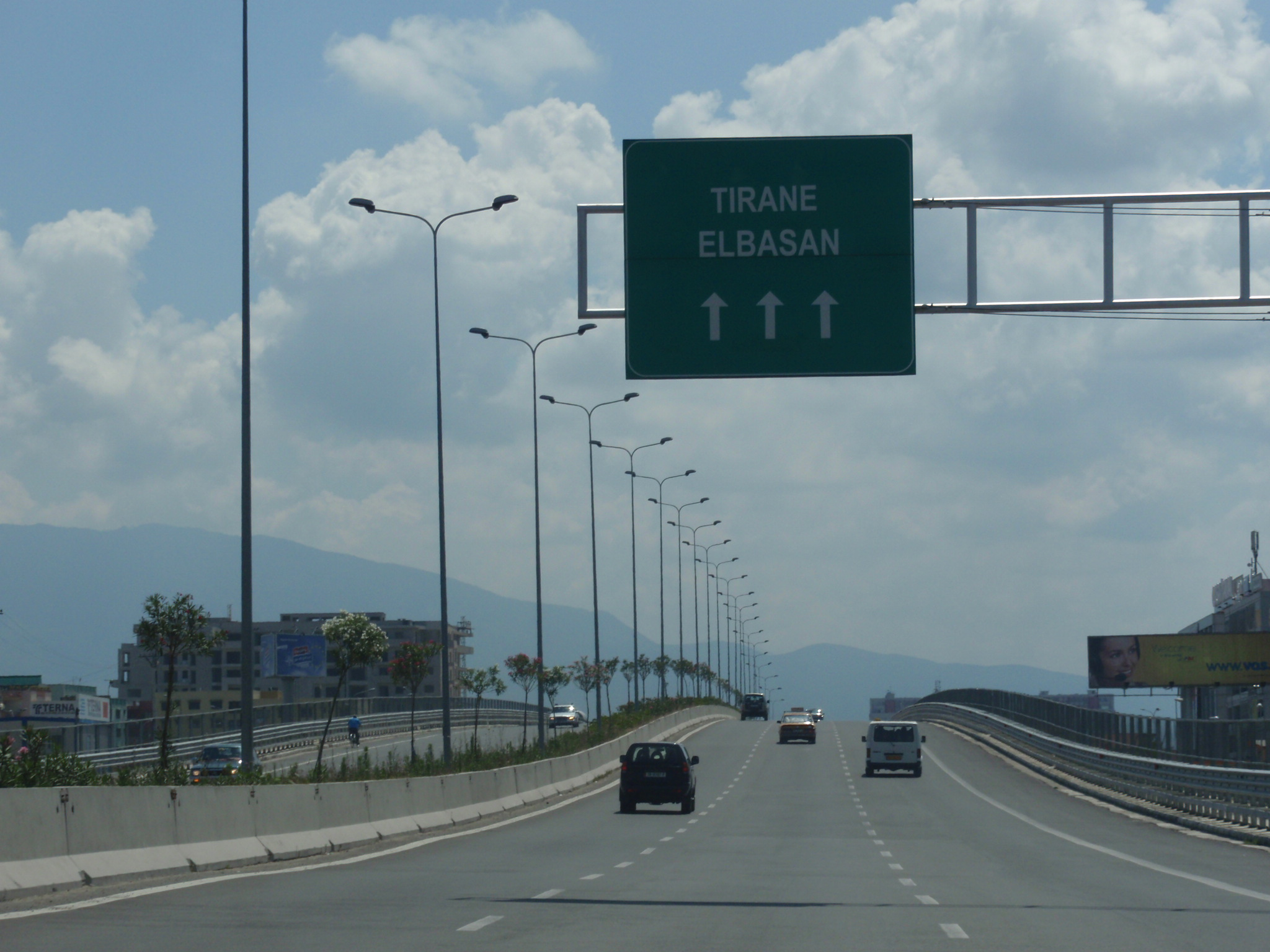
SH2: ingresso a Tirana

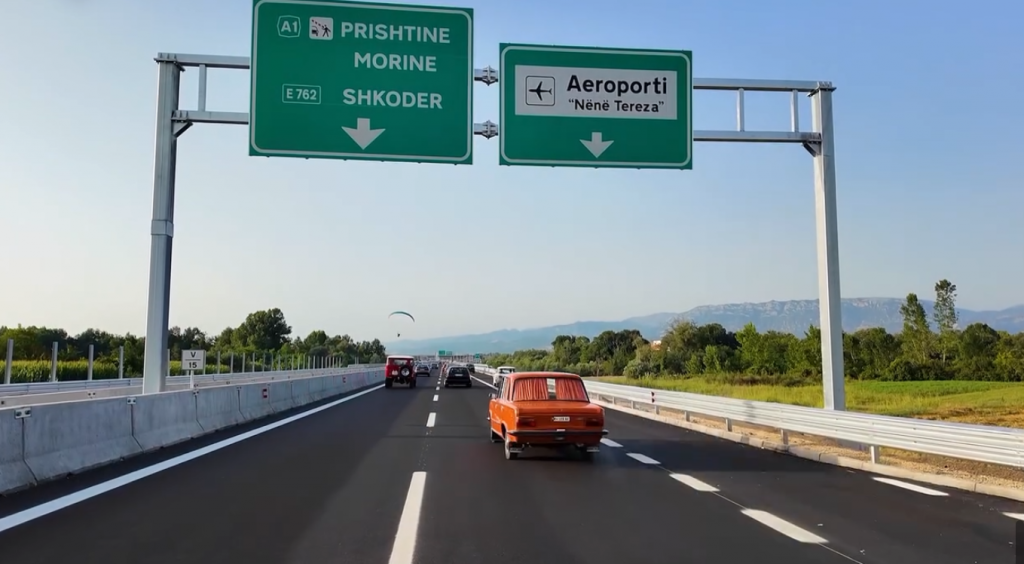
Giorno dell'inaugurazione del tratto Thumane - Kashar con auto d'epoca.

Tutte le principali città albanesi sono collegate fra loro con strade statali.
C'è un'autostrada a quattro corsie che collega Durazzo a Tirana, e un'altra (per la maggior parte ancora da costruire) da Durazzo a Valona. Dal 2007 l'Albania sta assistendo alla costruzione di numerose strade.
L'opera principale da allora può essere considerata l'inaugurazione dell'"Autostrada della Patria" (a 4 corsie) che collega Pristina con Durazzo, per una lunghezza totale di 170 km. Il 26 giugno 2009 è stato inaugurato il tratto dell'autostrada Durazzo-Kukës, per 61 km con anche un tunnel di 6 km. Importante anche il tratto Tirana-Elbasan, che grazie ad un tunnel di 2,4 chilometri ha ridotto notevolmente la distanza tra le due città, e in generale tra la capitale e il sud del paese.
La seconda priorità invece è la costruzione del Corridoio Europeo 8, che collegherà l'Albania alla Macedonia del Nord e alla Grecia.
Oltre al Corridoio Europeo 8, è di vitale importanza il Corridoio Blu che attraversa tutta l'Albania da Nord a Sud. Alcuni tratti devono essere ancora realizzati, alcuni invece dovranno essere ricostruiti per potersi adeguare alla categoria stradale richiesta (categoria A - autostrada), per altri tratti sono stati già eseguiti gli studi di fattibilità e sono in corso anche le gare d'appalto. Un tratto realizzato ed inaugurato a giugno 2024 è l'autostrada Thumane - Kashar.
L'Albania adotta generalmente la medesima segnaletica utilizzata in Italia, sia nella colorazione (verde per l'autostrada, blu per le strade statali, marrone per le indicazioni turistiche) che nel font utilizzato sia per indicare le località che i numeri sui cartelli indicanti il limite di velocità.

### Trasporti aerei

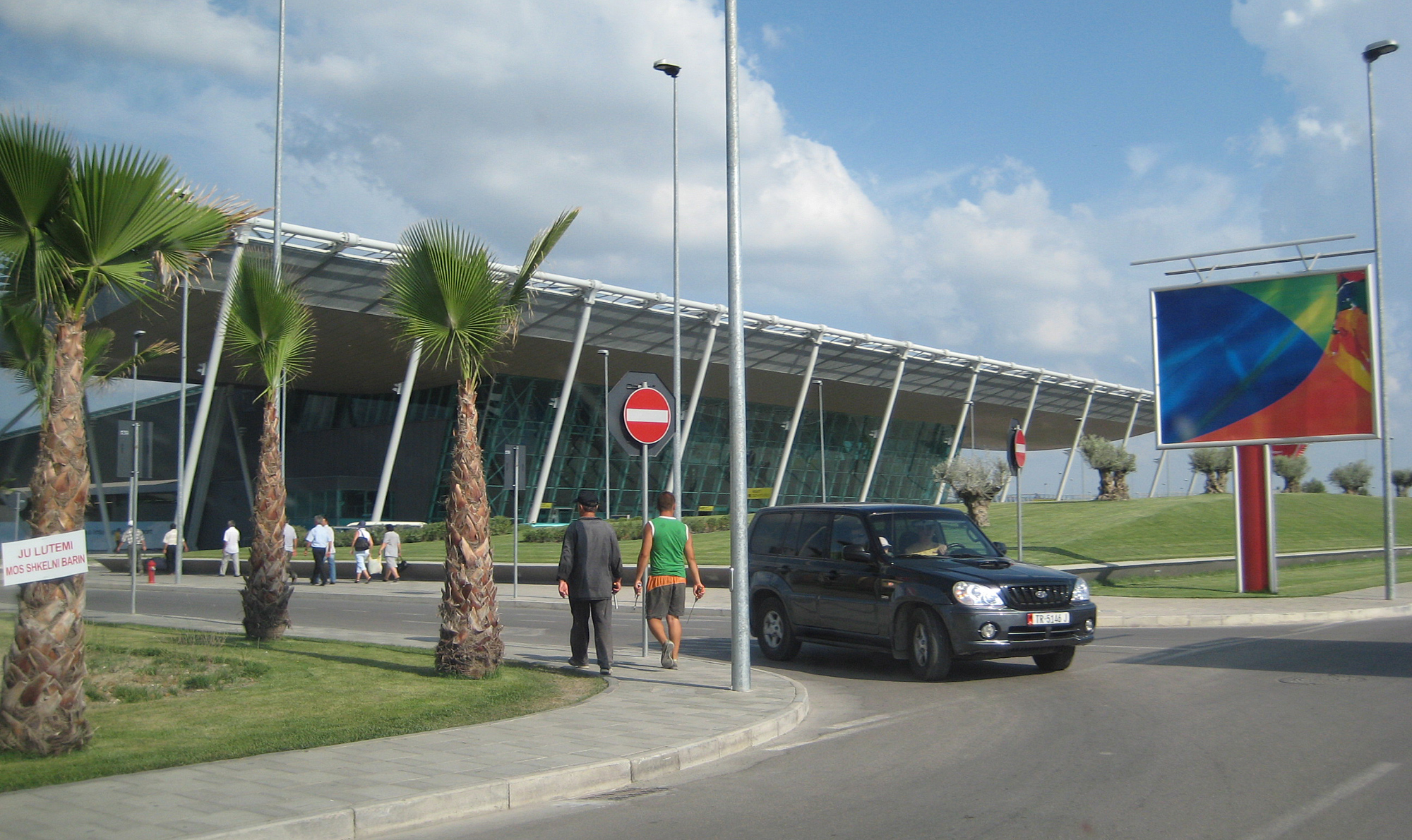
Nuovo terminal dell'aeroporto di Tirana

L'Albania aveva un solo aeroporto internazionale: l'Aeroporto Internazionale di Tirana. Si trova a 25 km dalla capitale ed è collegato a 30 destinazioni con 13 linee aeree. Attualmente, l'aeroporto di Tirana, si può definire un cantiere aperto poiché è previsto l'allungamento della pista, l'allargamento del terminal e la realizzazione di una stazione ferroviaria.
Da poco hanno aperto un nuovo aeroporto, quello di Kukës.
Era in costruzione l'aeroporto internazionale di Valona (VIA) che consentirebbe il collegamento con paesi oltreoceano.
A partire dagli anni novanta, l'aeroporto ha subito una notevole crescita in termini di passeggeri, arrivando, nel 2007, a servire oltre 1 milione di passeggeri.
L'aeroporto era uno scalo per l'Albanian Airlines ma, dopo la revoca della licenza di volo da parte dell'Autorità per l'Aviazione Civile albanese, la compagnia aerea più presente era la low cost Belle Air, che a Tirana aveva il suo hub, fino al fallimento della suddetta nel 2013, sostituita da compagnie simili come Livingston, Air One e Blue Panorama. Vi fanno regolarmente scalo anche Adria Airways, British Airways, Jetairfly, Austrian Airlines, Lufthansa, Olympic Airlines, Pegasus e Turkish Airlines e fino al 2021 anche Alitalia. Negli anni successivi il traffico è notevolemente aumentato grazie all'apertura di numerose rotte continentali operate da Ryanair e Wizzair.

### Rete ferroviaria

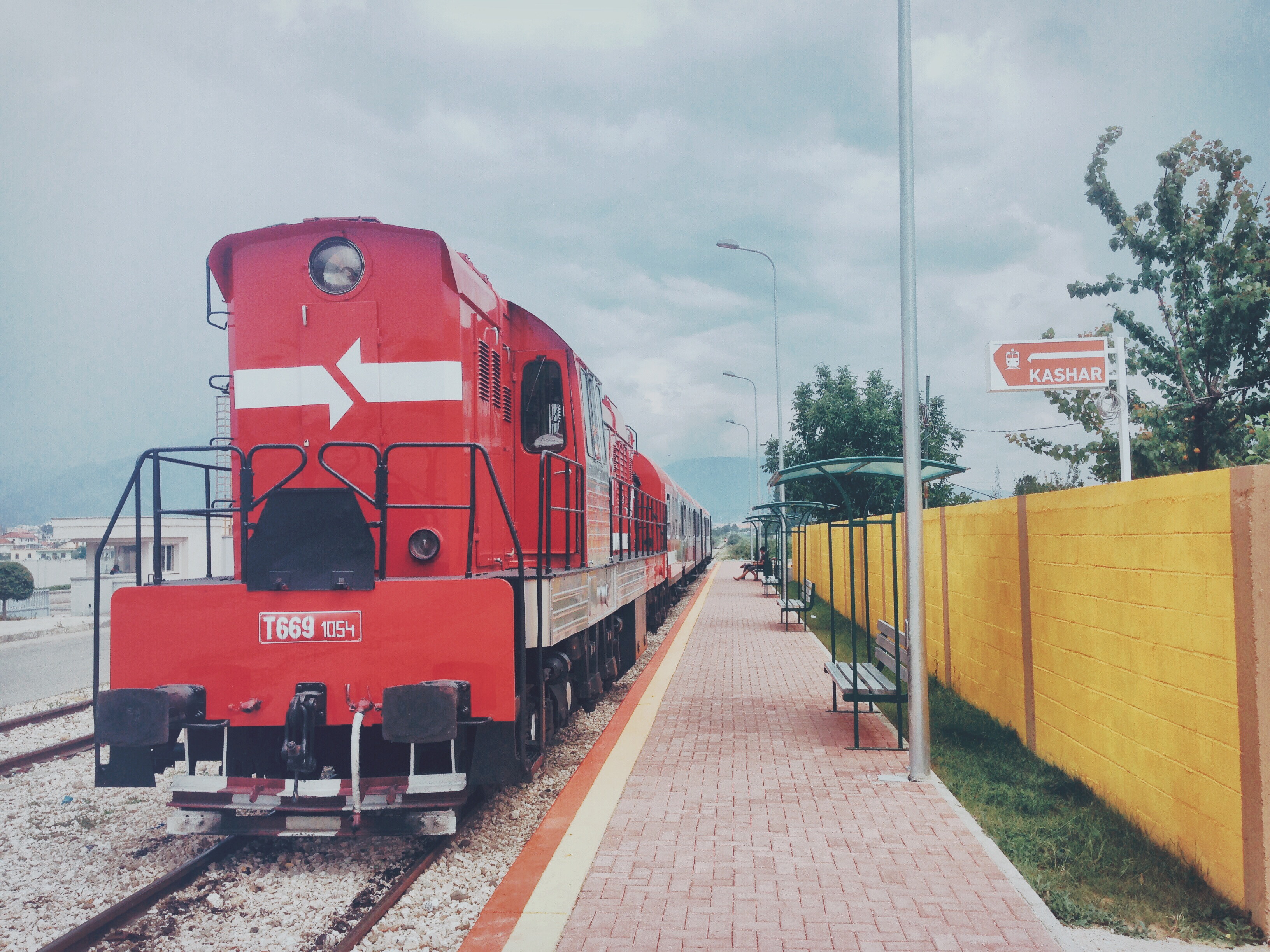
Treno della linea Tirana-Durazzo nella stazione di Kashar

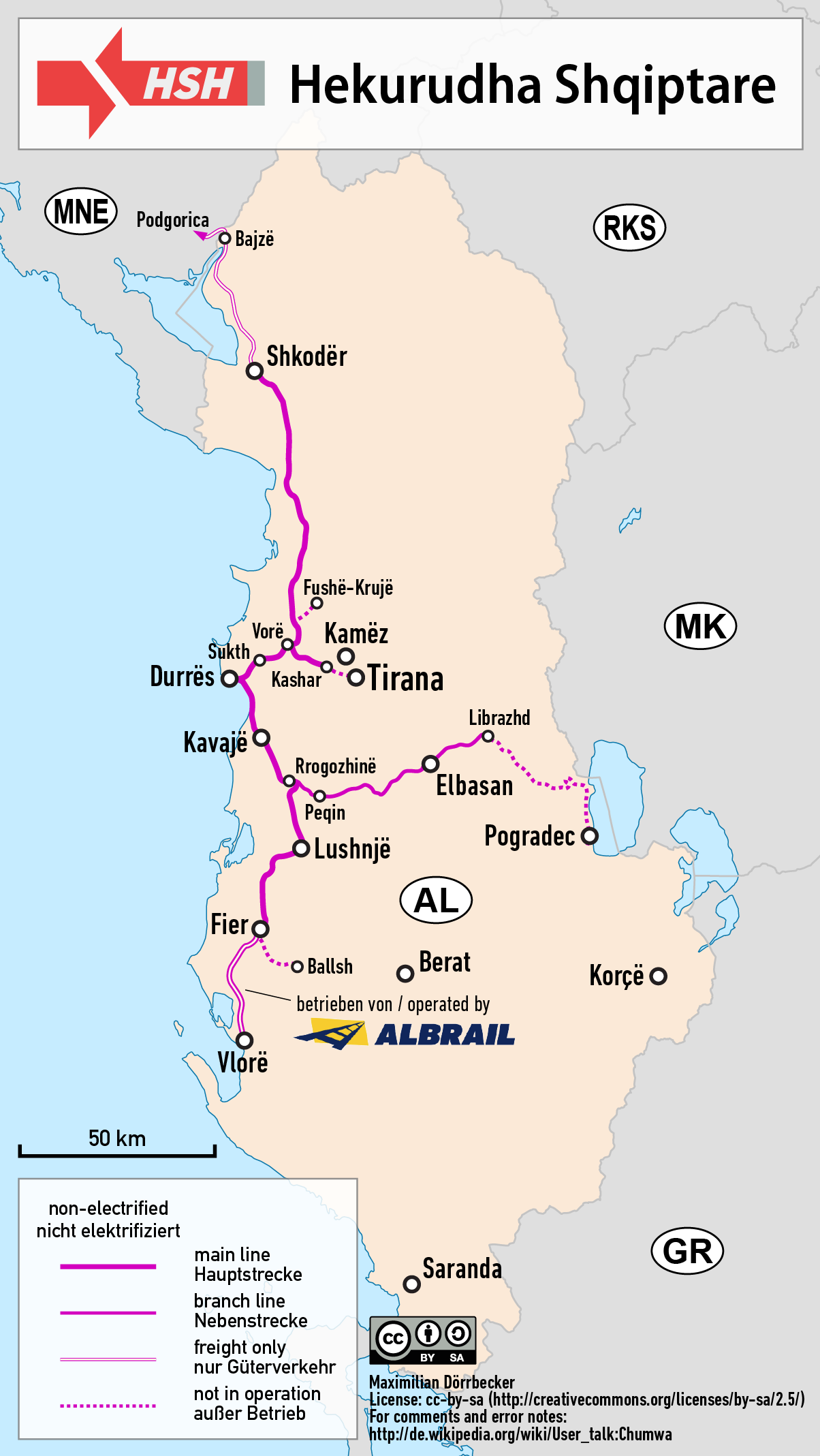
Rete ferroviaria albanese attualmente esistente e in fase di ricostruzione.

Il sistema ferroviario fu prevalentemente promosso all'epoca del regime di Enver Hoxha: infatti, in quel periodo, l'uso di automezzi privati era vietato.
Le ferrovie in Albania sono gestite dalla Hekurudhat Shqiptare (HSH) (Ferrovie Albanesi) che, con un totale di circa 447 km di linee principali e circa 230 km di linee secondarie, a binario unico, collega fra loro le principali città albanesi. La trazione è diesel, prevalentemente basata su locomotive dell'azienda ceca ČKD di Ostrava.
La rete ferroviaria albanese è di fatto disconnessa dalle reti dei paesi circostanti; nonostante qualche incoraggiante miglioramento in corso, si può considerare in genere gravemente degradata rispetto al livello medio delle ferrovie europee.
Molti tratti di linea sono danneggiati, con infrastrutture lesionate e insicure; molti tratti sono di fatto abbandonati o dismessi. La quasi totalità della popolazione albanese, difatti, preferisce trasferirsi da una città all'altra per mezzo di furgoncini passeggeri.
Nel novembre del 2021, sono iniziati i lavori per la riqualificazione totale della linea ferroviaria Tirana - Rinas (aeroporto di tirana) - Durazzo. Il progetto prevede anche l'elettrificazione della linea.
Nel 2025 è prevista l'apertura del cantiere per la riqualificazione totale della tratta Vore - Hani i Hotit, che consentirebbe anche il collegamento con il Montenegro. È in corso anche lo studio di fattibilità della linea Durazzo - Rrogozhine.
L'obbiettivo dell'Albania, con il supporto dell'UE, è di riqualificare nei prossimi decenni l'interna rete ferroviaria esistente e la realizzazione di nuovi tratti per consentire il collegamento con il Kosovo, Macedonia del Nord, Grecia e Montenegro.

## Cultura

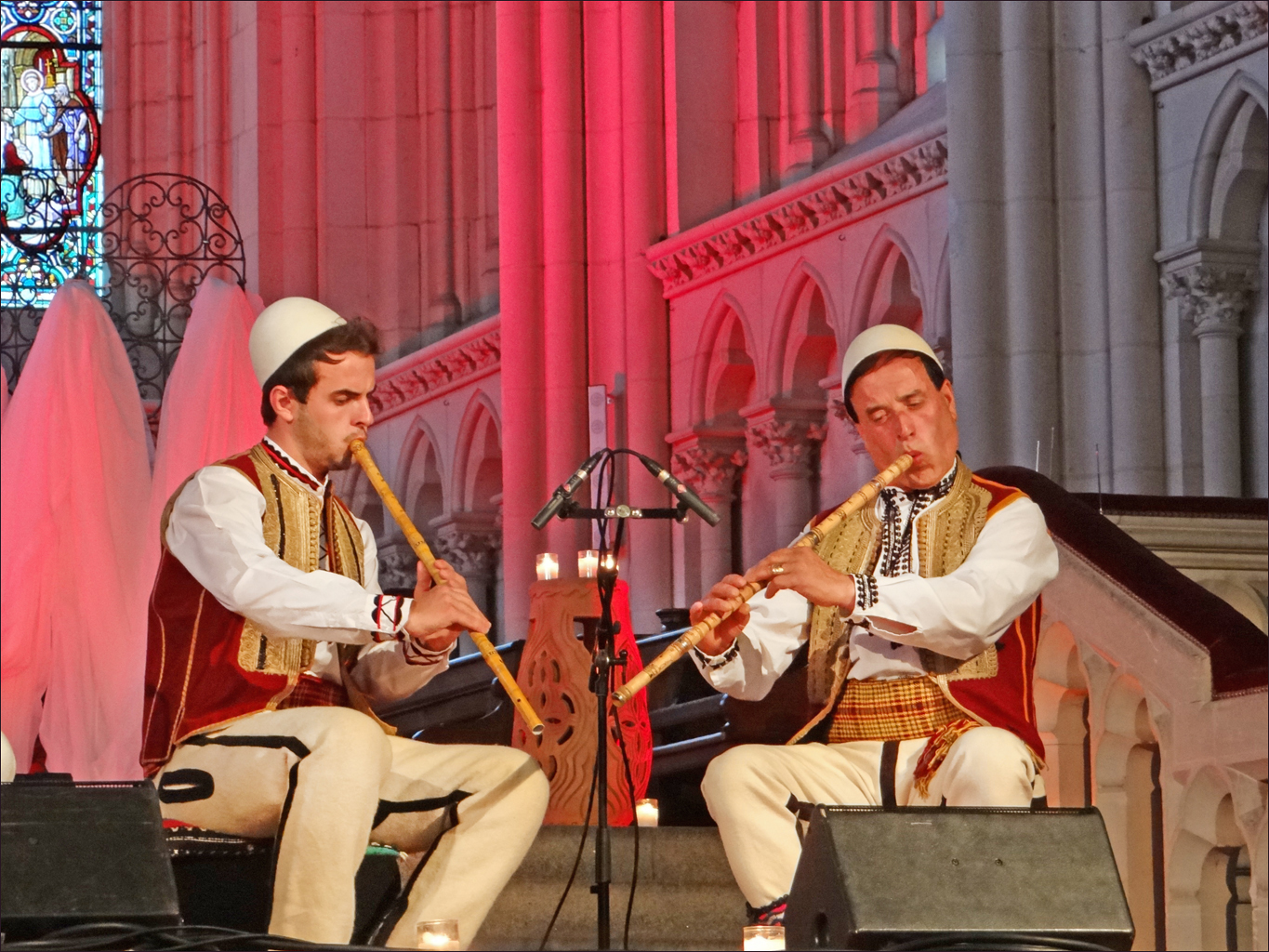
Flauti dei pastori albanesi della Iliria, Macedonia.

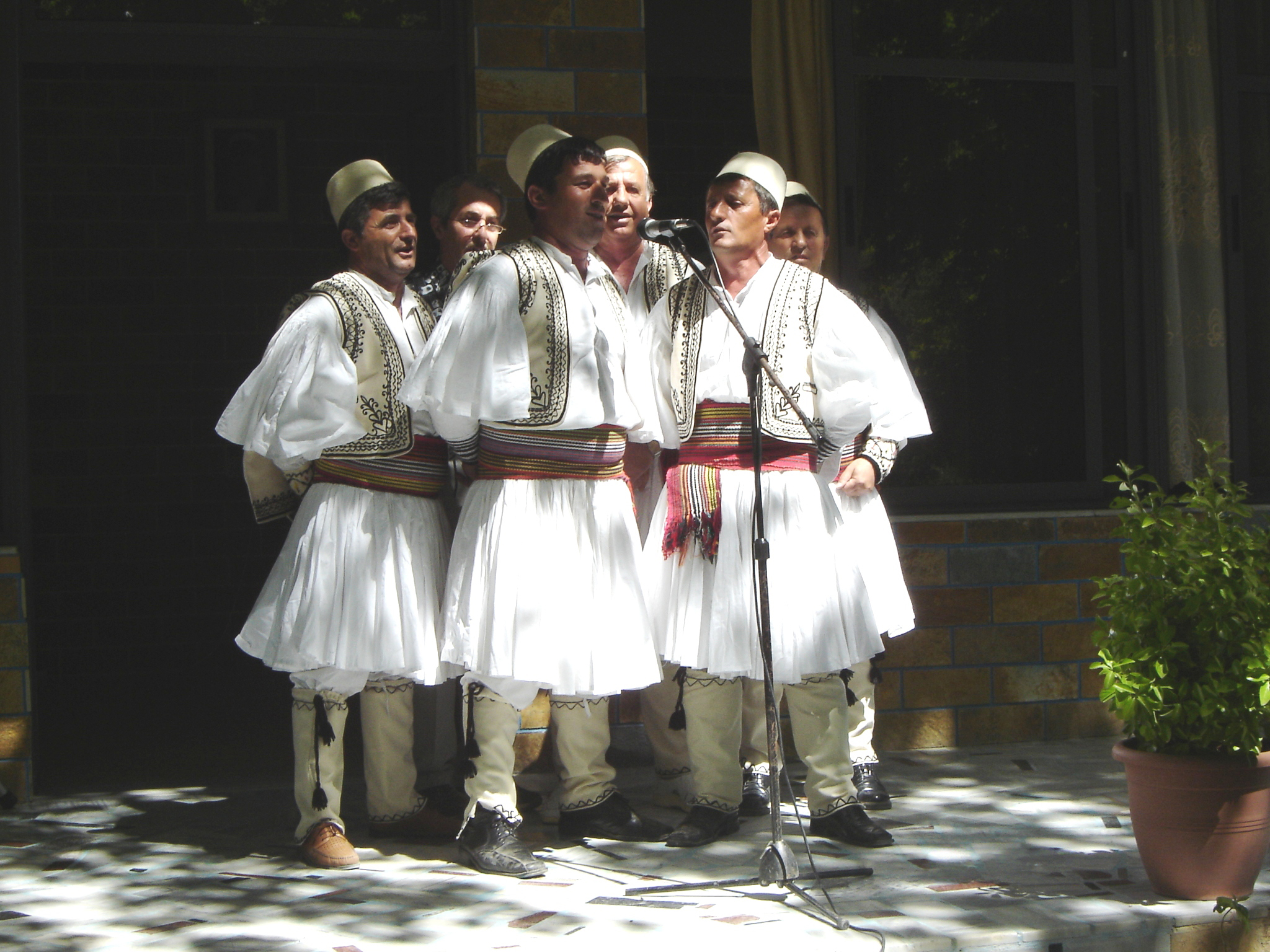
Tradizionale gruppo folk da Skrapar.

### Patrimoni dell'umanità
L'Albania possiede alcuni siti iscritti nella Lista dei patrimoni dell'umanità dell'UNESCO.

### Fotografia
Il Museo Marubi (in albanese: Muzeu Marubi) di Scutari è il primo museo di fotografia in Albania ed è considerato uno dei più ricchi della regione dei Balcani, conta infatti un archivio di oltre 500 000 negativi. Nel 2016 è stato incluso in un progetto statale di valorizzazione delle opere storiche. Inoltre l'archivio fotografico Marubi, oggi conservato presso il Museo, è stato riconosciuto patrimonio internazionale dell'UNESCO, costituendo un esempio quasi unico in Europa per qualità e importanza dal punto di vista documentario.

### Media e libertà d'informazione
Radio, televisione, riviste e giornali in Albania sono gestiti da società sia pubbliche sia private che dipendono dalla pubblicità, dall'abbonamento e da altri ricavi relativi alle vendite. La Costituzione dell'Albania garantisce la libertà di parola. I media albanesi sono abbastanza diversificati, politicizzati e non, o influenzati da interessi economici e politici.

### Musica
È possibile individuare nella musica tradizionale albanese due raggruppamenti:
- Gegë la cui musica tradizionale popolare si basa su uno strumento a corde detto çiftelia.
- Toskë la cui musica tradizionale popolare, si basa su gruppi di cantanti polifonici, senza strumenti musicali dove uno solo canta, un altro ripete le parole del cantante principale (per simulare una specie di eco) e gli altri cantanti producono un suono costante detto Iso

La musica popolare, di origine molto antica, è stata tramandata oralmente di generazione in generazione ed è accompagnata da balli tipici tradizionali (Shota, Pogonishte, il Ballo dei uomini, per citarne alcuni). E inoltre ricordiamo l'iso-polifonia albanese, inserita nel 2008 nella lista dei patrimoni immateriali dell'umanità dell'UNESCO.

### Letteratura

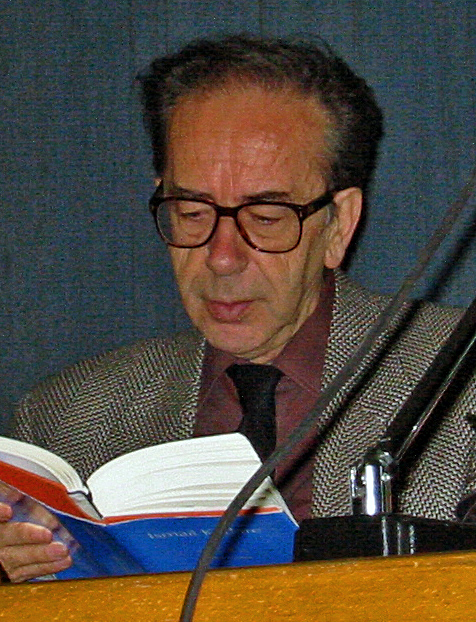
Lo scrittore Ismail Kadare, che ha ottenuto numerosi riconoscimenti internazionali.

La letteratura albanese moderna nasce in diaspora nel XV secolo; mentre si afferma dal XVIII al XIX secolo con il racconto popolare e le rapsodie.
Tra il XIX e il XX secolo, con la nascita dei moti rivoluzionari d'indipendenza e la nascita della nazione libera e sovrana, una cospicua produzione letteraria vede numerosi religiosi intellettuali, come Gjergj Fishta, autore de Il liuto della montagna (1937), il poema epico nazionale albanese. Tra i contemporanei spiccano i nomi di Dritëro Agolli, scrittore, il poeta Millosh Gjergj Nikolla, e Ismail Kadare che ha ottenuto numerosi riconoscimenti internazionali con romanzi come Il generale dell'armata morta (1963), (Booker Prize, nel 2005). Nel XXI secolo si afferma anche Ben Blushi, che col romanzo Otello, Arapi i Vlorës è stato il primo scrittore albanese a vincere, nel 2014, il Premio letterario dell'Unione europea.

### Mitologia
La mitologia albanese comprende anche le credenze espresse nelle consuetudini, rituali, miti, leggende e racconti degli Albanesi.

### Gastronomia
La cucina albanese, in parte a causa della dominazione ottomana che si protrasse per secoli e per un periodo di occupazione italiana, risente della cucina mediterranea e di alcune zone dei Balcani.
Tra le componenti più importanti ci sono l'olio d'oliva, dalla frutta, dalla verdura, di alcune erbe aromatiche e dal pesce. I cibi variano tra l'Albania settentrionale, quella meridionale e quella centrale ma i cibi più diffusi sono peperoni, porri, funghi, pomodori, cetrioli, patate, carote, mais, fagioli, cavoli ma anche ciliegie, noci, mandorle, l'aglio, le cipolle, la salsiccia, i frutti di mare, le mele, le pesche, l'uva, l'anguria, origano, salvia, rosmarino, timo, lavanda, cannella, peperoncino, menta e zafferano.
Durante la colazione albanese viene consumato molto burro, formaggio, marmellata e yogurt, accompagnato da olive, caffè, latte, tè, grappa o Rakı.
Tra i piatti tipici dell'Albania ci sono il fërgesë, japrak, tarator, gjellë, il börek, il sufllaqe, le qofte, il Tavë Kosi, il riso pilaf, le zuppe come tarhana, groshët e shqeto e infine i dolci come il baklava, il tambëloriz, il kadaif, tulumba, l'halva, il cozonac, il ballokume, il kanojët, versione albanese del cannolo siciliano, l'akullore (il gelato albanese), il pandispanje con cioccolata e fragole, e la zupa, la versione albanese della zuppa inglese.

## Scienza e tecnologia

### Albania nello spazio
- 3 gennaio 2023: vengono lanciati i satelliti Albania 1 e Albania 2, i primi satelliti albanesi.[108]

## Tradizioni

### Festività
| Data        | Nome                                                                               | Significato |
| ----------- | ---------------------------------------------------------------------------------- | --- |
| 19 ottobre  | Giorno di Madre Teresa (Dita e Nënë Terezës)                                       | Beatificazione di Madre Teresa (2003). |
| 28 novembre | Celebrazione della Bandiera e dell'Indipendenza (Dita e Flamurit dhe e Pavarësisë) | Festa della Bandiera (1443), quando il Principato d'Albania sollevò contro i turchi la prima bandiera albanese a Croia, e della Dichiarazione di Indipendenza dall'Impero turco-ottomano (1912). |
| 29 novembre | Festa della Liberazione (Dita e Çlirimit)                                          | Giorno della Liberazione dai nazisti (1944) e termine dell'occupazione tedesca del Regno d'Albania.                                                                                              |

## Sport

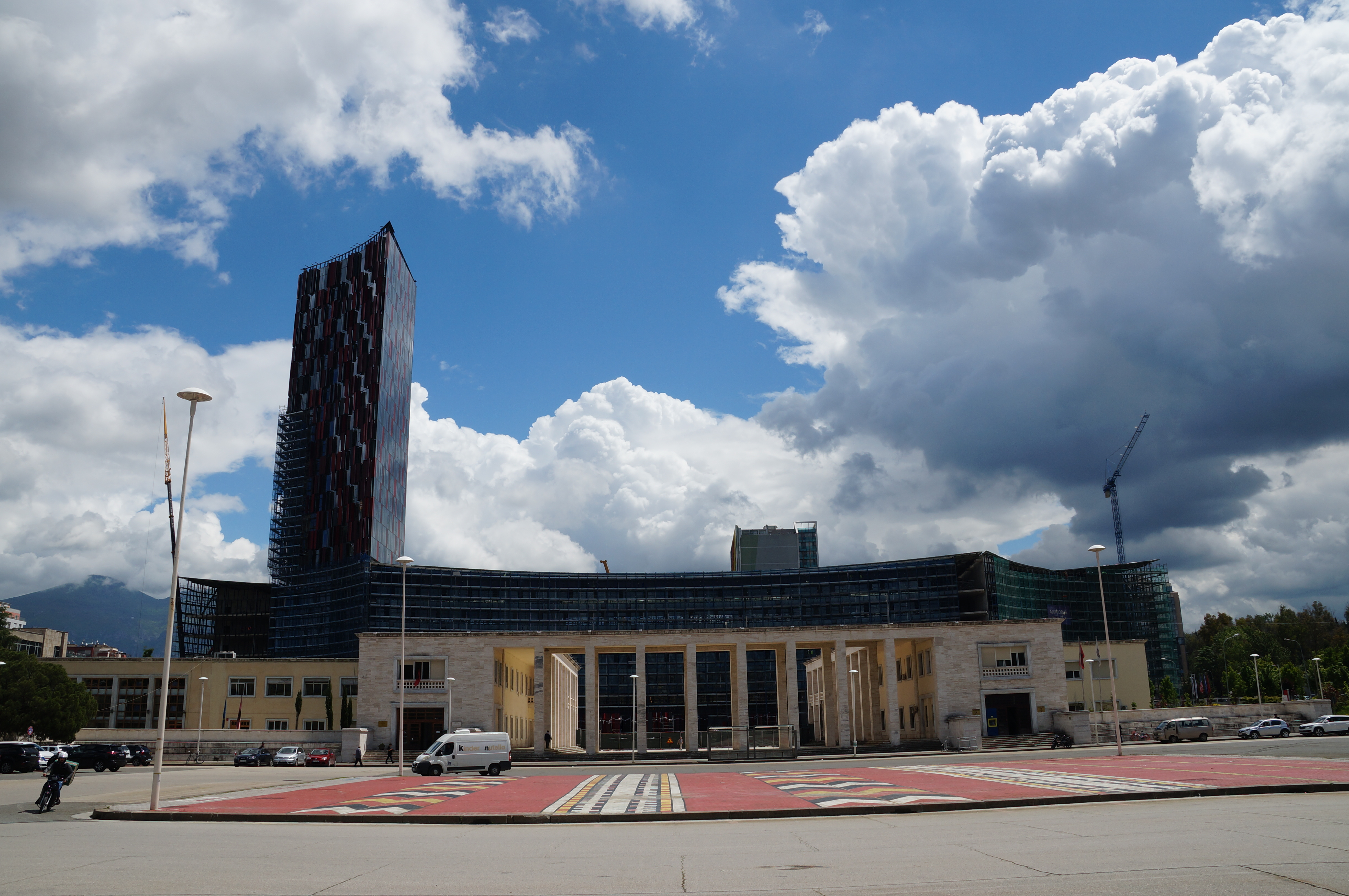
L'Arena Nazionale Albanese

Il calcio è lo sport più popolare in Albania disciplinato dalla Federcalcio Albanese (Federata Shqiptare e Futbollit, F.SH.F.), creato nel 1930, membro della FIFA e membro fondatore della UEFA.
Altri sport molto praticati sono la pallavolo, la pallacanestro, il tennis, il rugby, l'atletica leggera, e gli sport acquatici, come nuoto, pallanuoto e tuffi.
Tra le principali organizzazioni sportive vi sono:
- la Nazionale maschile di pallacanestro dell'Albania
- la Nazionale maschile di calcio dell'Albania
- la Nazionale maschile di calcio a 5 dell'Albania
- il Comitato Olimpico Nazionale Albanese

Tra gli sportivi albanesi che si sono maggiormente distinti in campo internazionale citiamo Ymer Pampuri, oro mondiale ai Campionati mondiali di sollevamento pesi del 1972, primo albanese a diventare campione del mondo. Altri giocatori albanesi conosciuti a livello europeo sono Elseid Hysaj che gioca nella Lazio, Kristjan Asllani che gioca all'Inter, Thomas Strakosha del AEK Atene, Armando Broja del Chelsea e Berat Djimsiti dell'Atalanta. Non vanno dimenticati i due calciatori più rappresentativi della nazionale che sono, Panajot Pano premiato come "Il Giocatore del Secolo" dalla UEFA e valutato dalla Federcalcio albanese come il giocatore nazionale più forte degli ultimi 50 anni. Anche Lorik Cana che detiene il record di presenze in nazionale è che ha giocato in molte squadre (Paris Saint-Germain, Sunderland, Galatasaray, Lazio, FC Nantes e Olympique de Marseille) ha ottenuto importanti risultati in ambito internazionale. Bisogna poi ricordare anche Igli Tare, che dopo aver giocato da professionista nella Bundesliga (Waldhof Mannheim, Karlsruhe, Fortuna Düsseldorf e Kaiserslautern), ha poi proseguito la sua carriera in Italia con il Brescia, il Bologna e la Lazio, per poi rimanere come direttore sportivo di quest'ultima dopo il suo ritiro dal calcio giocato, incarico mantenuto fino al 2023. L'Albania ai Giochi olimpici ha vinto la sua prima medaglia olimpica con Chermen Valéj, medaglia di bronzo nella lotta (stile libero 74 kg), ai giochi olimpici di Parigi 2024.
A Elbasan è in programma la costruzione di un circuito di 4,4 km con l'obiettivo di ospitare il campionato mondiale di Formula 1 secondo alcune fonti dal 2027 ma per altre non prima del 2030.